# Vremea țiganilor
Vremea țiganilor (în sârbă Дом за вешање, cu alfabet latin: Dom za vešanje, într-o traducere aproximativă „Casă atârnată”) este un film dramatic iugoslav din 1988, regizat de Emir Kusturica. Ideea filmului a provenit dintr-un articol de ziar despre vânzarea de către unii romi a propriilor copii către rețelele infracționale din Europa de Vest. Scenariul a fost scris de Kusturica, în colaborare cu Gordan Mihić.
Filmul prezintă odiseea adolescentului orfan Perhan Feriđ, fiul unei femei rome și al unui militar sloven, care este nevoit să părăsească mahalaua de la marginea orașului Skopje, unde trăia, pentru a o însoți pe sora sa bolnavă, Danira, la un spital dintr-o altă parte a țării, unde aceasta urma să fie operată cu ajutorul lui Ahmed, cel mai bogat om din mahala. Cei doi frați se despart, iar Perhan îl urmează pe Ahmed în Italia pentru a strânge bani cu care să plătească tratamentul medical al Danirei și să se poată căsători cu Azra, iubita sa. Treptat tânărul Perhan își pierde inocența copilăriei și începe să devină un răufăcător. Dându-și seama că a fost înșelat de Ahmed, Perhan încearcă să-și găsească sora, astfel încât să se poată întoarce împreună acasă.
Vremea țiganilor, care a fost produs de studioul Forum Film din Sarajevo, este al treilea lungmetraj realizat de Kusturica și a fost influențat de mișcarea cinematografică iugoslavă „Valul negru” (Crni talas) de la sfârșitul anilor 1960 și începutul anilor 1970. Scenariștii au amestecat realismul crud al vieții romilor cu realismul magic tipic scriitorilor sud-americani, dând astfel filmului o formă experimentală și mai poetică, pe alocuri chiar suprarealistă și cu nuanțe grotești. Urmărind maturizarea tânărului Perhan, filmul prezintă mai multe tradiții ale romilor cu privire la nunți și înmormântări, festivitățile organizate cu ocazia unor sărbători proprii, precum și credințele și superstițiile specifice acestei etnii, și este considerat primul film cu dialogurile scrise aproape în întregime în limba romani. Mulți interpreți sunt actori neprofesioniști de etnie romă, care vorbesc în cea mai mare parte a timpului în limba romani. Muzica filmului a fost compusă de Goran Bregović.
Criticii de film au scris recenzii favorabile, care au scos în evidență caracterul realist fantastic al filmului și vitalitatea personajelor. Filmul lui Kusturica a fost bine primit în străinătate: a intrat în competiția pentru premiul Palme d'Or la Festivalul Internațional de Film de la Cannes din 1989 și a fost nominalizat la Premiul César pentru cel mai bun film străin. În plus, Emir Kusturica a obținut premiul pentru cel mai bun regizor la aceeași ediție a Festivalului Internațional de Film de la Cannes, iar interpretul rolului principal, Davor Dujmović, a fost nominalizat de Academia Europeană de Film la premiul Felix pentru cel mai bun actor european în 1989. Vremea țiganilor a fost propunerea Iugoslaviei la Premiul Oscar pentru cel mai bun film străin al anului 1989, dar nu a fost nominalizat.
Construit ca o tragedie antică, Vremea țiganilor eternizează artistic suferința îndelungată a romilor, scoțând în evidență în același timp vitalitatea enormă de care dispun și farmecul tradițiilor și al muzicii lor. Drama acestui popor rătăcitor răzbate dincolo de tonurile poetice ale filmului și situațiile adesea burlești pe care le evocă. Odată cu trecerea timpului, Vremea țiganilor a devenit unul dintre cele mai cunoscute filme despre romi și l-a impus definitiv pe Kusturica în rândul marilor cineaști ai lumii. Istoricii de film îl consideră, alături de Underground (1995) și Pisică albă, pisică neagră (1998), unul dintre cele mai cunoscute filme ale lui Kusturica.

## Rezumat
Adolescentul Perhan Feriđ, un tânăr rom cu inimă bună, trăiește împreună cu bunica sa, Hatidža, cu unchiul său, Merdžan și cu sora sa mai mică, Danira, într-o casă șubredă din materiale prefabricate de la marginea orașului Skopje. El își ajută bunica să ardă piatra de calcar într-un cuptor pentru a obține var și are grijă de Danira, care este bolnavă de osteomielită. Hatidža dispune de puteri supranaturale, putând vindeca anumite boli, iar Perhan a moștenit de la ea unele abilități telechinetice. Adolescentul vrea să se căsătorească cu o fată pe nume Azra, dar mama ei refuză să-și dea consimțământul, deoarece Perhan este prea sărac. Cei doi tineri se apropie în timpul serbării Ederlezi de pe malul râului și promit să-și fie credincioși unul altuia.
Într-una din zile Ahmed Džida, „șeicul țiganilor”, sosește în mahala, împreună cu frații săi. Ei trăiesc în Italia și sunt relativ bogați în comparație cu restul localnicilor. Unchiul Merdžan ia parte la un joc de cărți cu frații lui Ahmed și, devenind dator, se întoarce acasă pentru a face rost de bani. Negăsind niciun ban, o acuză pe mama sa că îi ține ascunși și, deși afară ploua puternic, ridică în aer casa cu ajutorul unei frânghii și al unui camion. Hatidža îl vindecă în aceeași noapte pe micul Roberto, fiul lui Ahmed, care acceptă ca răsplată să o ducă pe Danira la un spital din Ljubljana. Perhan își însoțește sora, promițându-i bunicii că nu o va părăsi. Pe parcursul călătoriei Ahmed îmbarcă prostituate și cumpără copii pentru a-i duce la cerșit în Italia. Ajunși la Ljubljana, Ahmed o duce pe Danira la spital și îl convinge pe Perhan să-l însoțească în Italia.
Romii amenajează o tabără la marginea orașului Milano, pe care o conduc Ahmed și frații săi. Locuitorii taberei sunt organizați ca o bandă și își câștigă existența de pe urma cerșetoriei, prostituției, furturilor și escrocheriilor. La început Perhan vrea să câștige bani în mod cinstit, dar ulterior, după ce Ahmed îl amenință că nu va mai plăti tratamentul Danirei, începe să pătrundă în case și să fure. Neavând încredere în Ahmed, el ascunde de fiecare dată o mică parte din pradă pentru a-și vindeca sora infirmă, a se căsători cu Azra și a-și construi o casă nouă. După o razie a carabinierilor șeful bandei suferă un accident vascular cerebral care-l lasă parțial paralizat, iar frații săi îl părăsesc, luând cu ei o parte dintre prostituatele și cerșetorii bandei. Slăbit, Ahmed îl desemnează provizoriu pe Perhan ca supraveghetor al activităților sale și, după un timp, îl trimite în Iugoslavia ca să aducă alte prostituate și alți cerșetori.
Perhan, care este acum relativ bogat, se întoarce acasă și află cu dezamăgire că Ahmed nu i-a construit o casă, așa cum îi promisese, și că Danira nu a fost operată, ci a fost luată din spital de frații lui Ahmed și forțată să cerșească în Italia. În plus, Azra este însărcinată, iar Perhan refuză să creadă că copilul a fost conceput atunci când au făcut dragoste în timpul sărbătorii Ederlezi și bănuiește că fata a fost violată de unchiul Merdžan. Tânărul rom este cuprins de disperare, fiind salvat de bunica sa, care îl roagă să abandoneze calea necinstită pe care a apucat-o și să rămână curat sufletește, așa cum îl crescuse. Respectând dorința bătrânei, cei doi tineri iubiți se căsătoresc cu condiția ca nou-născutul să fie vândut imediat după ce se va naște. Perhan se întoarce în Italia, unde Azra moare după ce a născut un băiat în timp ce levita (semn că băiatul este într-adevăr al lui Perhan). În perioada următoare, banii ascunși de Perhan dispar în urma unei inundații, iar Ahmed se împacă cu frații săi și părăsește tabăra, luându-l cu el și pe copilul Azrei.
Părăsit de toți, tânărul rom dorește să se răzbune pentru că a fost înșelat și încearcă să dea de urma lui Ahmed pentru a-și regăsi sora și copilul. După patru ani de căutări, Perhan o regăsește pe Danira la Roma și pătrunde cu ajutorul ei în tabăra romilor, unde avea loc atunci nunta lui Ahmed. După ce își recuperează băiatul, pe care-l recunoaște acum ca fiind al său, îi însoțește la gară pe Danira și pe micul Perhan și-i îmbarcă într-un tren care mergea spre Iugoslavia, apoi se întoarce în tabără pentru a se răzbuna. Perhan îl ucide acolo pe Ahmed cu o furculiță, pe care i-o înfige în gât folosindu-și puterile telechinetice, apoi îi înjunghie mortal pe frații acestuia, dar este împușcat de noua soție a lui Ahmed și moare în trenul care-l aducea în țară.
În timpul priveghiului, bunica Hatidža îi servește cu băutură pe toți participanții, iar micul Perhan iese afară, privește pe geam, apoi pătrunde în casă pe fereastră și fură monedele de aur puse pe ochii tatălui său. Unchiul Merdžan îl urmărește fugind prin ploaie și este pe punctul să-l prindă, dar se răzgândește brusc și aleargă la biserica din apropiere, unde găsește răsturnată crucifixul pe care este răstignit Isus, o îndreaptă și se roagă apoi să aibă noroc la jocul de cărți.

## Distribuție
- Davor Dujmović — Perhan Feriđ, un adolescent rom din Skopje[11][39][49][70][74]
- Bora Todorović — Ahmed Džida, „șeicul țiganilor”[11][22][39][49][74][75]
- Ljubica Adžović — Hatidža, bunica lui Perhan[11][22][49][74]
- Husnija Hašimović — Merdžan, unchiul lui Perhan[11][22][49][74]
- Sinolička Trpkova — Azra, iubita lui Perhan[11][22][55][70][74]
- Zabit Memedov — Zabit, vecinul familiei lui Perhan[14][70][74][76]
- Elvira Sali — Danira, sora lui Perhan[11][14][70][74]
- Suada Karišik — Džamila, soția lui Ahmed[14][74][77]
- Predrag Laković — fratele mai mare al lui Ahmed[14][74]
- Mirsad Zulić — Zef,[14][74] unul din frații lui Ahmed[78]
- Ajnur Redžepi — fiul lui Perhan[14][74][77]
- Bedrije Halim — Ruža, mama Azrei[74][75]
- Šaban Rojan — Alija, tatăl Azrei[75][79]
- Branko Đurić — Sadam, fratele lui Ahmed[75][79]
- Edin Rizvanović — Irfan, cerșetor[75][79]
- Marijeta Gregorač — asistenta medicală din Ljubljana[75][79]
- Boris Juh — medicul din Ljubljana[74][75]
- Ibro Zulić — Ramo, fiul lui Zabit[75][79]
- Advija Redžepi[79]
- Emir Čerin — Ciro[74][75]
- Murat Jagli — nebunul care rostește monologul[74][76]
- Irfan Jagli[79]
- Julijana Demirović[79]
- Nazifa Ahmetović[79]
- Albert Mumutović[79]
- Jadranka Adžović — mireasa[74][79]

## Producție

### Ideea realizării filmului

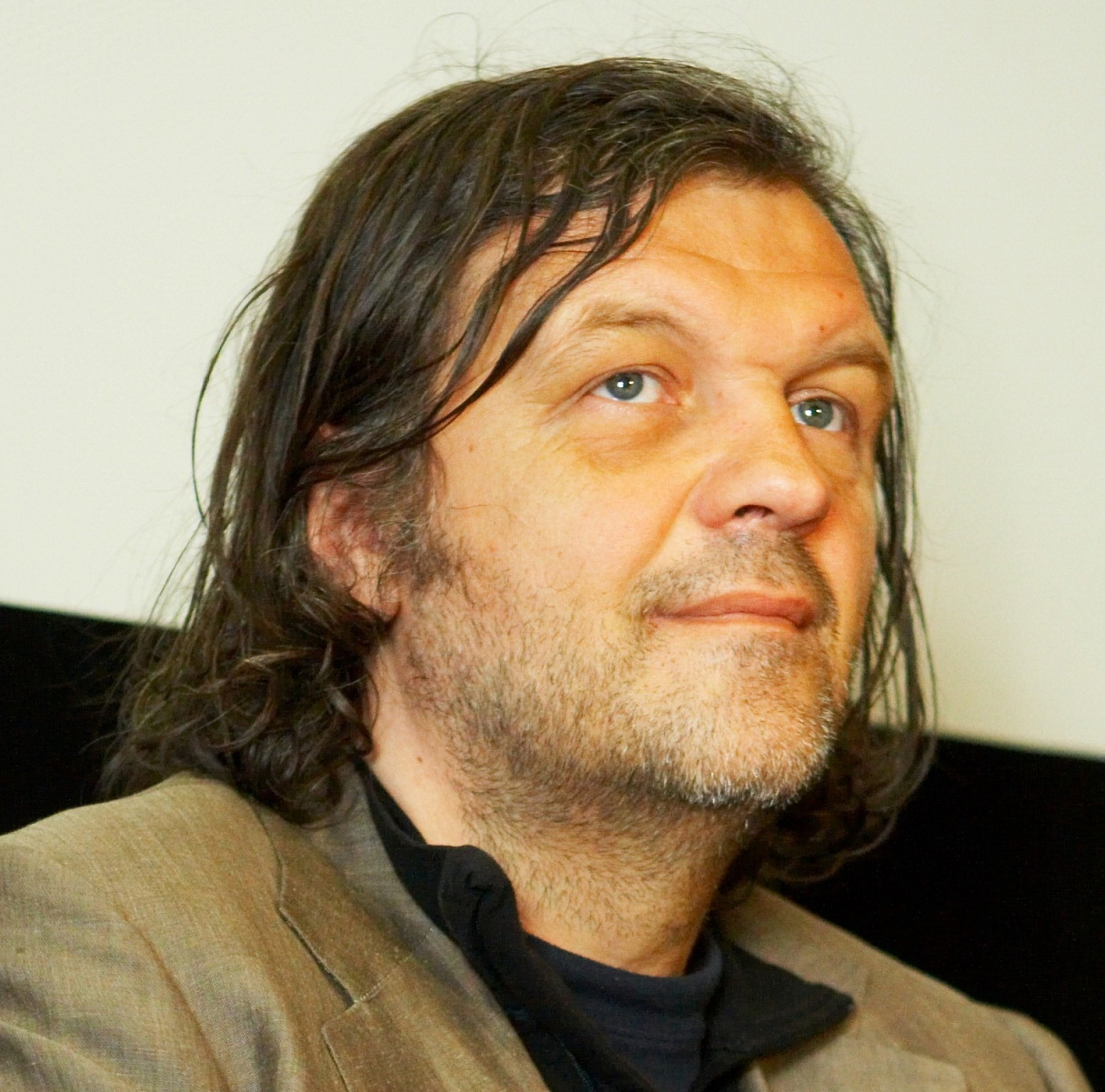
Cineastul iugoslav Emir Kusturica (2009)

Ideea realizării acestui film i-a aparținut cineastului iugoslav Emir Kusturica, un etnic sârb care se născuse în anul 1954 în orașul bosniac Sarajevo, unde își petrecuse primii săi ani din viață. Provenea dintr-o familie musulmană laică, iar tatăl lui Emir susținea că este „ateu”. Kusturica a urmat studii sub îndrumarea lui Jiří Menzel la Facultatea de Film și Televiziune a Academiei de Arte ale Spectacolului din Praga (cunoscută prin acronimul FAMU), pe care le-a absolvit în anul 1978 cu filmul Guernica, ce a fost premiat la Festivalul Internațional de Film de la Karlovy Vary. Întors în patria sa, el a primit sarcina regizării unor producții de televiziune, iar apoi a realizat filmele Ce mai știi de Dolly Bell? (1981) și Tata în călătorie de afaceri (1985), care l-au adus în atenția criticilor de film europeni și l-au impus ca unul dintre cei mai apreciați regizori sârbi. Primul film, care prezintă o poveste de dragoste petrecută în comunitatea musulmană din Sarajevo între un tânăr bosniac și o prostituată, a fost distins cu Leul de Argint la Festivalul Internațional de Film de la Veneția în 1981, în timp ce al doilea film, care evocă perioada sumbră a persecuțiilor titoiste de la începutul epocii postbelice a Iugoslaviei prin ochii unui copil, a câștigat premiul Palme d'Or la Festivalul Internațional de Film de la Cannes în 1985. Personajele sale principale (Dino în primul film și Malik în al doilea film) erau adolescenți ce traversau perioada dramatice ale existenței lor, cum se va întâmpla, de asemenea, în acest film cu Perhan.
După succesul obținut cu filmul Tata în călătorie de afaceri (1985), Emir Kusturica a dorit să facă un film despre duhobori, membrii unei secte creștine rusești de orientare panteistă, apărută în Ucraina în secolul al XVIII-lea, care emigraseră în Canada la sfârșitul secolului al XIX-lea. Producătorul Harry Salzmann, care lucra atunci pentru Columbia Pictures, își manifestase interesul pentru acest proiect, dar cineastul s-a răzgândit brusc după ce a citit un articol publicat în decembrie 1985 în ziarul Politika Ekspres despre arestarea la granița cu Italia a unui grup de romi din Iugoslavia și acuzarea lor de folosire a copiilor în diferite activități ilegale organizate de rețelele infracționale din Europa de Vest. Kusturica a fost inspirat, de asemenea, și de o fotografie de ziar a unui rom iugoslav care se întorcea din Franța. Romul din fotografie era îmbrăcat cu o cămașă în carouri, purta o pălărie cu boruri largi precum cowboyi și conducea o mașină franțuzească marca Peugeot pe acoperișul căreia așezase o masă foarte veche și câteva scaune moderne.
Cineastul iugoslav a simțit un interes omenesc față de viața romilor și a mărturisit ulterior, într-un interviu, că „mi s-a părut important să scot din uitare acești oameni care trăiesc în condiții imposibile de viață, care mor în stradă și care sunt supuși rasismului. [...] Am găsit în sfârșit un subiect, o temă care se ridică la nivelul aspirațiilor mele de regizor.”. Ceea ce l-a atras, în mod deosebit, au fost „imaginația incredibil de bogată și libertatea de spirit extraordinară” a romilor, care i-au oferit un material imens pe care a putut să-l exploateze în plan cinematografic. Kusturica nu a intenționat să creeze un film de acțiune cu subiect senzaționalist, ci, pornind de la știrea jurnalistică de inspirație, a vrut să realizeze o incursiune cinematografică în universul cultural al romilor, care să depășească granițele întâmplărilor triviale și să reducă aspectele „stridente, sentimentale sau pitorești” caracteristice filmelor despre romi. Comunitatea romilor atrăsese anterior interesul unor cineaști iugoslavi ca Aleksandar Petrović (Am întâlnit țigani fericiți, 1967) și Živojin Pavlović (Când voi fi mort și livid, 1967), dar Kusturica a vrut să elimine descrierile exotice de factură romantică (tipice filmului Șatra al lui Emil Loteanu) și întâmplări stereotipe ca răpiri de mirese sau cavalcade tinerești și să surprindă detalii realiste care să contureze imaginea unui mediu etnic marginal: străzi aglomerate și murdare, căsuțe sărăcăcioase, mormane de gunoaie, sărăcie și boală. Imaginația cineastului nu l-a limitat însă la detaliile realiste, ci l-a făcut să descopere aspecte frumoase și întâmplări miraculoase în acest univers al mizeriei.
Fascinația lui Kusturica cu privire la cultura romilor își are originea atât din tinerețea sa petrecută în Bosnia și Herțegovina, cât și din asocierea lor cu păgânismul oriental în ficțiunea apuseană. Cineastul a copilărit în suburbia orașului multietnic Sarajevo și, potrivit celor mărturisite într-un interviu, se considera norocos că a crescut într-un cartier locuit de romi care „începeau să bea mai devreme decât noi” și „începeau să se culce cu fetele mai devreme decât noi”. Romii, care au început să migreze din India către Europa încă din secolul al X-lea, erau considerați un popor misterios cu un mod de viață unic, fiind din acest motiv atât admirați, cât și denigrați ca urmare a spiritului lor liber și a disprețului față de legi. Prin intermediul filmului său, Kusturica a încercat să prezinte credințele, mitologia și cultura acestei comunități puțin cunoscute, care a reușit să supraviețuiască în ciuda persecuțiilor la care a fost supusă, și să ofere una dintre cele mai percutante imagini ale păgânismului oriental. „Americii îi plac cei ce înving, dar pe mine mă interesează mai mult cei ce pierd. Filmele Hollywood-ului se luptă pentru naturalism; ele privesc lucrurile în față, arătînd visele oamenilor, eu vreau să arăt ce este în interiorul lor.”, a mărturisit cineastul iugoslav.

### Scenariu

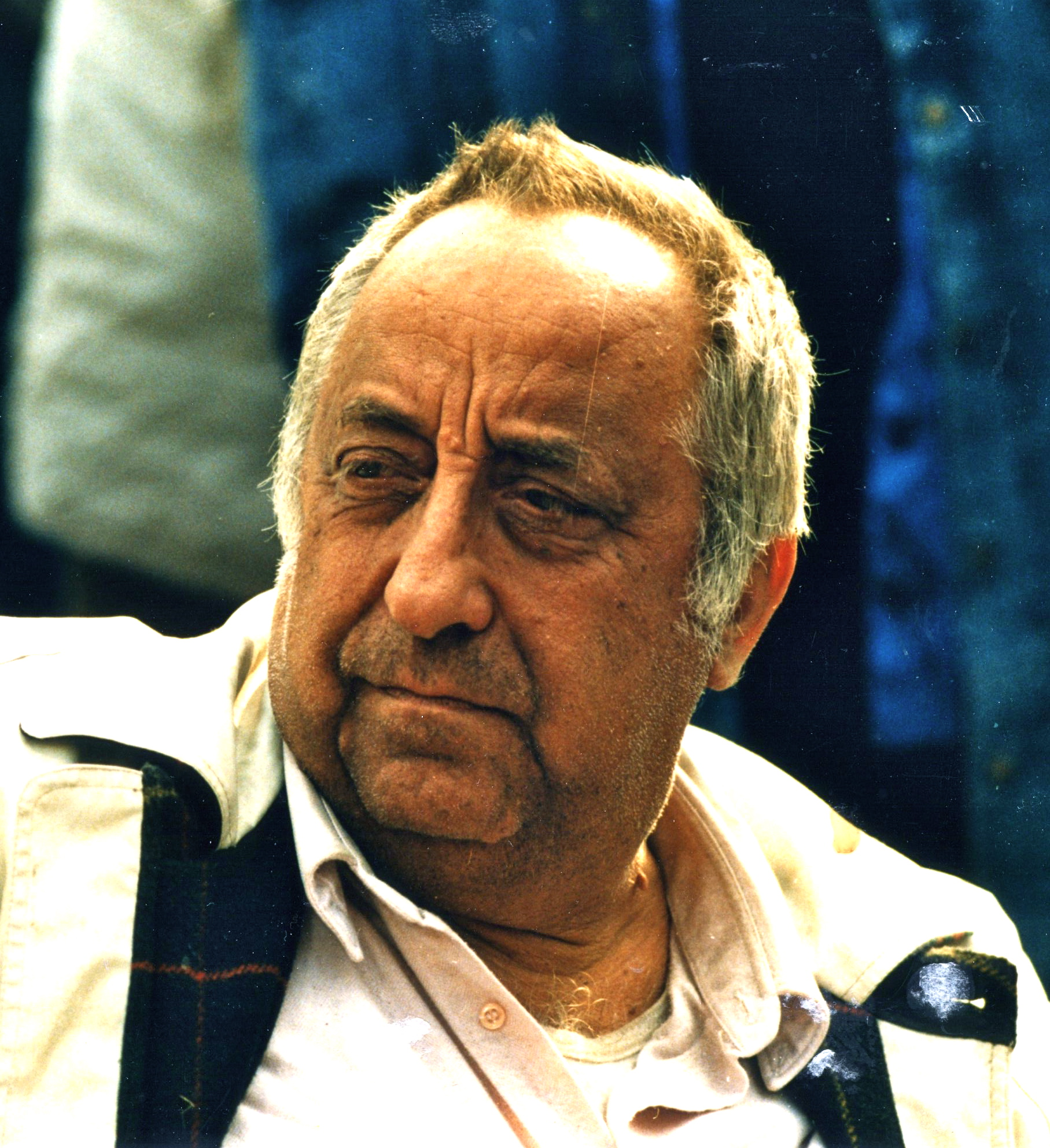
Aleksandar Petrović (1929–1994), regizorul filmului Am întâlnit țigani fericiți

Inspirat de aceste detalii, Kusturica s-a gândit să realizeze un film despre viața romilor și l-a contactat pe dramaturgul Gordan Mihić (cu care nu mai lucrase niciodată) pentru a scrie împreună un scenariu. Gordan Mihić (1938–2019), care era originar din orașul bosniac Mostar, avea o bogată experiență de scenarist și scrisese anterior scenariile unor filme celebre precum Când voi fi mort și livid (Kad budem mrtav i beo, 1967) al lui Živojin Pavlović și Vara fierbinte a lui '68 (Varljivo leto '68, 1984) al lui Goran Paskaljević, iar ulterior a devenit autorul scenariului filmului Pisică albă, pisică neagră (1998) al lui Kusturica. Calitățile literare ale lui Mihić erau cunoscute în acea vreme, iar, din acest motiv, unii critici îl considerau un autor total și susțineau că el a impus în creațiile sale „acele valori negative, cu iz dostoievskian, ce caracterizează sfîrșitul nostru de mileniu: derizoriul pe care-l îmbracă, aproape fără să vrea, tragedia umană într-un spațiu totalitar marcat de absurd, culpa nevinovăției liber-asumate intr-o lume și o ordine strîmbă, comunistă — unde diferențele între victimă și călău par să se estompeze iar rolurile să se inverseze neîncetat, ca-ntr-un sinistru și vicios carusel”. În concepția lui Mihić, scrisul avea „un sens inițiatic, gnoseologic”, reprezentând un mijloc de penitență ce urmărea să dezvăluie în cele din urmă sensul suferinței.
Scenariul scris de Kusturica și Mihić a avut ca punct de plecare, potrivit unor istorici, filmul american Nașul (1972) al lui Francis Ford Coppola, care fusese distins cu Premiul Oscar pentru cel mai bun film, și celebrul film iugoslav Am întâlnit țigani fericiți (Skupljači perja, 1967) al lui Aleksandar Petrović, distins cu Premiul special al juriului la Festivalul de la Cannes și distribuit în 109 țări. În timp ce filmul Nașul a fost folosit pentru a prezenta modul de organizare al unei bande infracționale formate din imigranți, Am întâlnit țigani fericiți avea rolul de a reda culoarea etnică a comunității romilor. Petrović, care urmase studii, de asemenea, la Facultatea de Film și Televiziune a Academiei de Arte ale Spectacolului din Praga și era un reprezentant al mișcării cinematografice „Valul negru”, încercase să realizeze în filmul său „o alegorie a celei mai importante și mai actuale dileme contemporane: dorința de libertate — psihologică, socială, morală — și contradicțiile care decurg din această dorință”, dar, potrivit criticilor contemporani, devenise „prizonierul pitorescului” și nu reușise să atingă acest ideal. Respingând ideea unei cercetări de tip documentarist, Cu toate că a preluat tonul cinematografic și atmosfera vizuală a comunității rome din filmul lui Petrović, Kusturica a intenționat să evite pericolul unei incursiuni superficiale în mediul romilor și a încercat să sondeze în profunzime sufletul rom pentru a scoate la suprafață valorile autentice ale etniei. Tema filmului nu o constituie relația dintre minoritatea romă și societate în general, ci relațiile economice și sociale existente în cadrul comunității rome.
Povestea traficului de copii, care constituia elementul de bază al scenariului, era însă destul de trivială, așa că cei doi scenariști au căutat să o îmbogățească, folosindu-l pe post de consultant pe sociologul, scriitorul și omul politic sârb de etnie romă Rajko Đurić. În plus, pe parcursul a două luni, cineastul a vizitat timp de mai multe ori comunitatea de romi din Skopje, unde a devenit prieten cu cei de acolo, a ascultat poveștile lor și a jucat fotbal cu ei. Un băiat, care trăia împreună cu bunica sa, i-a povestit cineastului că a călătorit de câteva ori, fără pașaport, prin nordul Italiei, vagabondând dintr-un loc în altul pentru a face rost de bani. Aceste povești culese din mijlocul romilor au contribuit la îmbogățirea scenariului, care a cunoscut mai multe versiuni, și l-au făcut pe Kusturica să afirme că „a fost cea mai mare aventură din viața mea, pentru că nu am știut niciodată ce se va întâmpla”. Secvența spânzurării casei se datorează unei replici rostite de un rom beat către soția sa: „Dacă nu-mi dai banii, am să spânzur casa.”, iar regizorul a început să-și imagineze cum ar arăta o astfel de scenă. Unele scene au fost inspirate din jocurile cineastului cu romii în copilăria sa, precum secvența ascunderii sub cutiile de carton, în timp ce menționarea tatălui lui Perhan ca fiind un soldat sloven a fost o ironie la adresa slovenilor care îi considerau în acea vreme pe restul iugoslavilor ca „primitivi” și voiau să se despartă de Iugoslavia.
Cei doi scenariști au hotărât ca fundalul istoric al poveștii să fie exprimat prin visele și imaginația personajelor, amestecând astfel realismul crud al vieții romilor cu realismul magic tipic unor scriitori sud-americani ca Gabriel García Márquez, Mario Vargas Llosa, Julio Cortázar, Jorge Luis Borges sau Carlos Fuentes. Structura narativă a filmului a dobândit astfel o formă experimentală și mai poetică, care nu a urmărit să modifice realitatea, ci să permită o analiză lucidă și empatică. Scenariul a fost tradus apoi în limba romani pentru ca actorii romi să poată învăța mai ușor dialogurile, dar cei doi scenariști au luat în calcul posibilitatea realizării unor improvizații ca urmare a temperamentului spontan al romilor. „Îi ceri unui țigan să spună o singură replică și el vine cu o sută. Țiganii au o imaginație atât de bogată. Ei pot concepe 100 de povești în timp ce vorbesc cu tine. [...] Nu există reguli în povestirea lor și asta este ceea ce este frumos”, afirma ulterior Kusturica. Marea majoritate a personajelor sunt etnici romi, personajele nerome (gadjo) având doar roluri periferice: medicul și asistenta de la spitalul din Ljubliana, polițiști italieni sau diverse persoane aflate în piețele italiene.
Interesul lui Kusturica față de viața romilor nu a fost unic în regiunea Balcanilor, deoarece și alți cineaști iugoslavi au realizat filme cu aceeași tematică. Unele elemente cinematografice ale filmelor iugoslave anterioare se regăsesc și în Vremea țiganilor: cârdurile de gâște apar în Am întâlnit țigani fericiți (Skupljači perja, 1967) al lui Aleksandar Petrović, împușcarea unui personaj cu pantalonii jos provine din Când voi fi mort și livid (Kad budem mrtav i beo, 1967) al lui Živojin Pavlović, sărbătorirea în apă a zilei Sfântului Gheorghe este prezentată în documentarul Dae (1979) al lui Stole Popov, romii cântând la acordeon apar în Cine cântă acolo (Ko to tamo peva, 1980) al lui Slobodan Šijan, instinctele sexuale ale lui Perhan și Azra sunt declanșate în timpul vizionării filmului Se sărută doar o dată (Samo jednom se ljubi, 1980) al lui Rajko Grlić, exprimarea realității celor morți prin intermediul realismului magic există în mai multe filme, printre care Coroana lui Petrija (Petrijin venac, 1980) al lui Srđan Karanović, și micii cerșetori și hoți de buzunare romi din orașele vestice mai apare și în Înger păzitor (Anđeo čuvar, 1987) al lui Goran Paskaljević. Filmul lui Paskaljević, care a fost inspirat de același articol de ziar ca și filmul lui Kusturica, conține o reprezentare stereotipică similară a romilor și a atras o atenție internațională considerabilă.
Realizarea filmului Vremea țiganilor s-a înscris într-o perioadă de înnoire a cinematografiei iugoslave ce începuse odată cu mișcarea „Valul negru” (Crni talas) de la sfârșitul anilor 1960 și începutul anilor 1970. Filmele acestei mișcări cinematografice tratau subiecte ignorate până atunci precum sărăcia, comunitățile etnice sau sociale marginalizate și asuprirea indivizilor de către societate, prezentau o viziune romantică idealizată a vieții romilor și acordau un rol mai important femeilor văzute îndeosebi ca mame.

### Selectarea interpreților

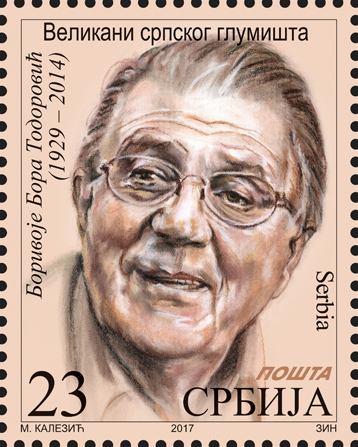
Actorul Bora Todorović (1929–2014), interpretul lui Ahmed, reprezentat pe un timbru sârb din 2017

Rolul protagonistului Perhan a fost încredințat tânărului Davor Dujmović (1969–1999), care apăruse anterior în rolul Mirza (fratele mai mare al lui Malik Malkoč) din filmul Tata în călătorie de afaceri (1985). Dujmović era un tânăr sărac originar din Sarajevo, care învăța la Școala de Muzică și obținuse din întâmplare primul său rol într-un film al lui Kusturica. El se ducea în acea zi la piața Markale, unde tatăl său lucra la o tarabă, și a fost observat și chemat la o audiție de Miroslav Mandić, unul din asistenții lui Kusturica, care se oprise ca să bea un suc la un restaurant din apropiere. În urma succesului filmului lui Kusturica, Dujmović a susținut un examen de admitere la Academia de Artă Teatrală din Sarajevo, dar nu a reușit și, descurajându-se, nu a mai încercat. Rolul Perhan, pe care l-a interpretat la vârsta de 18 ani, l-a făcut cunoscut în întreaga Europă, i-a atras unele comparații cu Dustin Hoffman și i-a adus apoi roluri în alte câteva filme, precum Underground (1995). Viața actorului a trecut în anii 1990 printr-o serie de coborâșuri: Dujmović a început să consume heroină după căderea regimului comunist, mai mult din teribilism, și a devenit dependent, iar apoi, ca urmare a declanșării Războiului din Bosnia, a fost nevoit să se mute dintr-un loc în altul, locuind pe rând la Belgrad, Banja Luka și Novo mesto. S-a luptat un timp cu alcoolismul și cu depresia și apoi, pe 31 mai 1999, s-a sinucis prin spânzurare.
Realizatorii filmului au distribuit-o în rolul Azrei (iubita lui Perhan) pe tânăra actriță macedoneană Sinolička Trpkova (n. 1965), care absolvise recent cursurile Academiei de Arte Dramatice din Skopje. Sora lui Perhan, Danira, a fost interpretată în film de Elvira Sali, o elevă de 12 ani de la Școala Primară „Vasil Glavinov” din Skopje. Fetița, care era atunci în clasa a VI-a și avea un păr negru și gros, a fost selectată dintr-un grup de elevi care au fost luați într-o zi de la școală și duși la Hotelul „Continental” pentru a participa la un casting. Într-un interviu luat în timpul filmărilor, Elvira Sali a mărturisit că îi plăcea să joace în film și își exprima speranța că ar putea să ajungă mai târziu o actriță adevărată.
Prima alegere a lui Kusturica pentru rolul Ahmed a fost actorul Dragan Nikolić, dar acesta din urmă a fost nevoit să refuze deoarece Aleksandar Petrović îi oferise deja rolul Pavel Isaković în filmul istoric Seobe (1989). Rolul a fost oferit ulterior lui Bora Todorović (1929–2014), un actor de teatru și film cunoscut în Iugoslavia, care mai jucase anterior roluri de răufăcători. Actorul s-a pregătit intens (a învățat limba romani de la consultantul Rajko Đurić și a ajuns să cunoască întregul text pe de rost cu mult timp înainte de începerea turnării filmului), de aceea a mărturisit în timpul filmărilor că se simțea „ca un pește în apă” și a susținut că Ahmed a devenit rolul său preferat. Potrivit mărturisirii sale, el a intenționat să redea pe ecran patriarhalismul de tip sicilian și sensibilitatea omenească a personajului. Unul din frații lui Ahmed, Zef, a fost interpretat de actorul amator Mirsad Zulić Campo (1959–2009), un lucrător din domeniul turismului de la Sarajevo, care jucase deja în cele două filme anterioare ale lui Kusturica, iar celălalt frate, Sadam, de tânărul actor și muzician Branko Đurić (n. 1962). Zulić Campo era un tânăr care practicase arte marțiale, juca jocuri de noroc și făcea bișniță, iar Kusturica îl remarcase mai demult pe străzile din Sarajevo și îl distribuise în rolul Šintor din Ce mai știi de Dolly Bell? (1981) și apoi în Tata în călătorie de afaceri (1985). În cursul realizării acestui film, Zulić s-a împrietenit cu Todorović și a învățat de la el să bea rachiu.
Restul distribuției a fost formată din actori neprofesioniști, romi, care au vorbit cea mai mare parte a dialogului în limba romani, o limbă pe care cineastul o înțelegea inițial cu greutate, dar pe care a învățat-o în cursul filmărilor, și au adus astfel un aer de autenticitate. Doi asistenți ai regizorului au vizitat comunități de romi de pe tot teritoriul Iugoslaviei și au făcut 3.500 de fotografii cu 2.000 de interpreți potențiali. O sută douăzeci de romi din întreaga țară au fost supuși unor audiții, fiind aleși în final (pe baza energiei pe care o degajau) puțin peste douăzeci, printre care Ljubica Adžović (bunica Hatidža), Husnija Hašimović (unchiul Merdžan) și Zabit Memedov (vecinul Zabit). Romii, care erau în mare parte analfabeți, au trebuit să învețe pe de rost texte lungi și descriptive (inclusiv un monolog aflat la începutul filmului), iar acest lucru s-a dovedit destul de dificil.
Ljubica (Danica) Adžović (1924–2006) era o femeie romă originară din Muntenegru, mamă a nouă copii, care locuia în acea vreme în orașul Sutomore din Muntenegru. Ea era o femeie săracă și avea o viață grea: locuia împreună cu copiii într-o colibă din lemn, chiar mai mică decât cea de film, și trăia de pe urma unui ajutor social de 3,8 milioane de dinari vechi. Colaboratorii lui Kusturica au abordat-o în anul 1987 și i-au propus să apară în film, iar prima întâlnire a ei cu regizorul a avut loc în același an la Skopje. Kusturica mărturisea însă că o întâlnise mai demult într-o vie de lângă Sutomore și o plăcuse. Femeia a acceptat să joace în film, fiind îndemnată de proprii copii, pentru a strânge bani cu care să repare acoperișul colibei. Fiind, de asemenea, analfabetă, a trebuit să învețe textul pe de de rost, iar, în ciuda dificultăților, actoria i s-a părut „foarte interesantă”, deși a recunoscut în glumă că „pâinea actoriei este amară”. Fiica Ljubicei, Jadranka, apare în film în rolul unei mirese. Rolul unchiului Merdžan a fost interpretat de Husnija Hadžimović, care lucra ca ascuțitor de cuțite. În film mai apar membri ai aceleiași familii: câteva rude ale lui Husnija Hašimović se află în distribuție, iar Murat Jagli, nebunul care rostește un monolog, joacă alături de fiul său, Irfan.

### Filmări

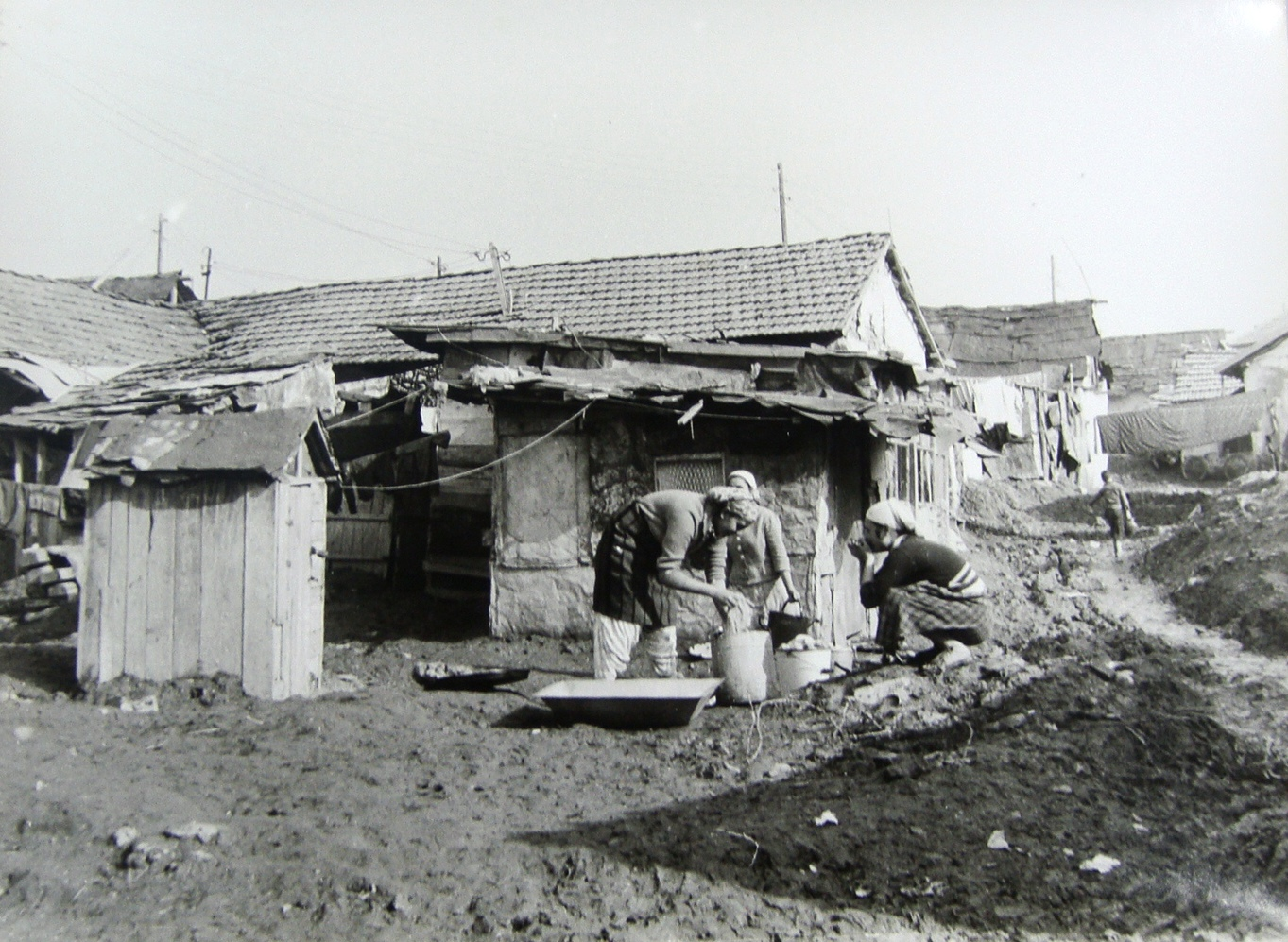
Case ale comunității rome din cartierul Topaana (înainte de 1962)

Realizarea unui film de o asemenea amploare era dificilă și, după cum a spus în repetate rânduri Kusturica, nu ar fi fost posibilă fără sprijin financiar din partea unei companii americane. Succesul filmului său anterior la Cannes a contribuit însă la creșterea reputației cineastului și i-a permis să obțină colaborarea unor studiouri străine la realizarea unei coproducții. Astfel, regizorul cehoslovac Miloš Forman, stabilit în America, a prezentat a patra versiune a scenariului lui David Puttman, care lucra atunci ca producător al companiei Columbia Pictures, iar Puttman a decis să finanțeze filmul. Pregătirile s-au întins pe durata câtorva luni. Vremea țiganilor a fost filmat pe parcursul a nouă luni de studioul Forum Film din Sarajevo, în colaborare cu studiourile Ljubavny Film, P.L.B. Film, Lowndes Productions și Smart Egg Pictures. Producătorii filmului au fost Mirza Pašić și Harry Saltzman (care l-a înlocuit pe David Puttman), iar directori de producție Olja Varagić și Vera Mihić-Jolić. Ca urmare a cofinanțării externe, bugetul realizării filmului a fost relativ ridicat, permițându-i lui Kusturica să lucreze fără a mai fi presat să se încadreze în termene strânse, iar costul total s-a ridicat la 1,2 milioane de dolari. Compania producătoare Forum Film și compania distribuitoare Columbia Pictures se așteptau ca filmul să aibă succes comercial și să obțină profit.
Filmările au avut loc cu multe întreruperi în perioada septembrie 1987 – mai 1988, pe peliculă de 35 mm, sub coordonarea directorului de imagine Vilko Filač (care lucrase și la filmele anterioare ale lui Kusturica), și s-au desfășurat în mare parte în comuna suburbană Šutka a orașului Skopje (Macedonia de Nord), precum și la Sarajevo (Bosnia și Herțegovina), Ljubljana (Slovenia), Milano și Roma (Italia). Imaginile filmate au fost creative și variate, cu o focalizare lungă precum în filmele neorealiste italiene, în plonjeu, contraplonjeu sau obținute prin procedeul travellingului. Filmul a fost interpretat aproape în întregime în limba romani cu influențe sârbocroate, dialogurile urmând să fie subtitrate ulterior în limba sârbocroată. Echipa de filmare a locuit în acea perioadă în ghetoul rom din Skopje, care avea o populație de 50.000 de locuitori și conținea una dintre cele mai mari concentrații de romi din lume, pentru a se împrieteni cu localnicii și a-i ajuta să se exprime mai ușor în fața camerelor de filmat. Potrivit afirmațiilor lui Kusturica, stilul cinematografic al acestui film este un amestec între stilul tradiționalist al lui John Ford și cel avangardist al lui Luis Buñuel, cineastul urmărind să scoată în evidență capacitatea romilor de a trăi, iubi și visa în mediul social mizer în care sunt nevoiți adesea să viețuiască. „Prima lor preocupare este întotdeauna cum să fie fericiți, nu cum să aibă ceva. Ceea ce a fost cel mai important pentru mine a fost să nu-i judec, ci să încerc să-i înțeleg”, a mărturisit regizorul.

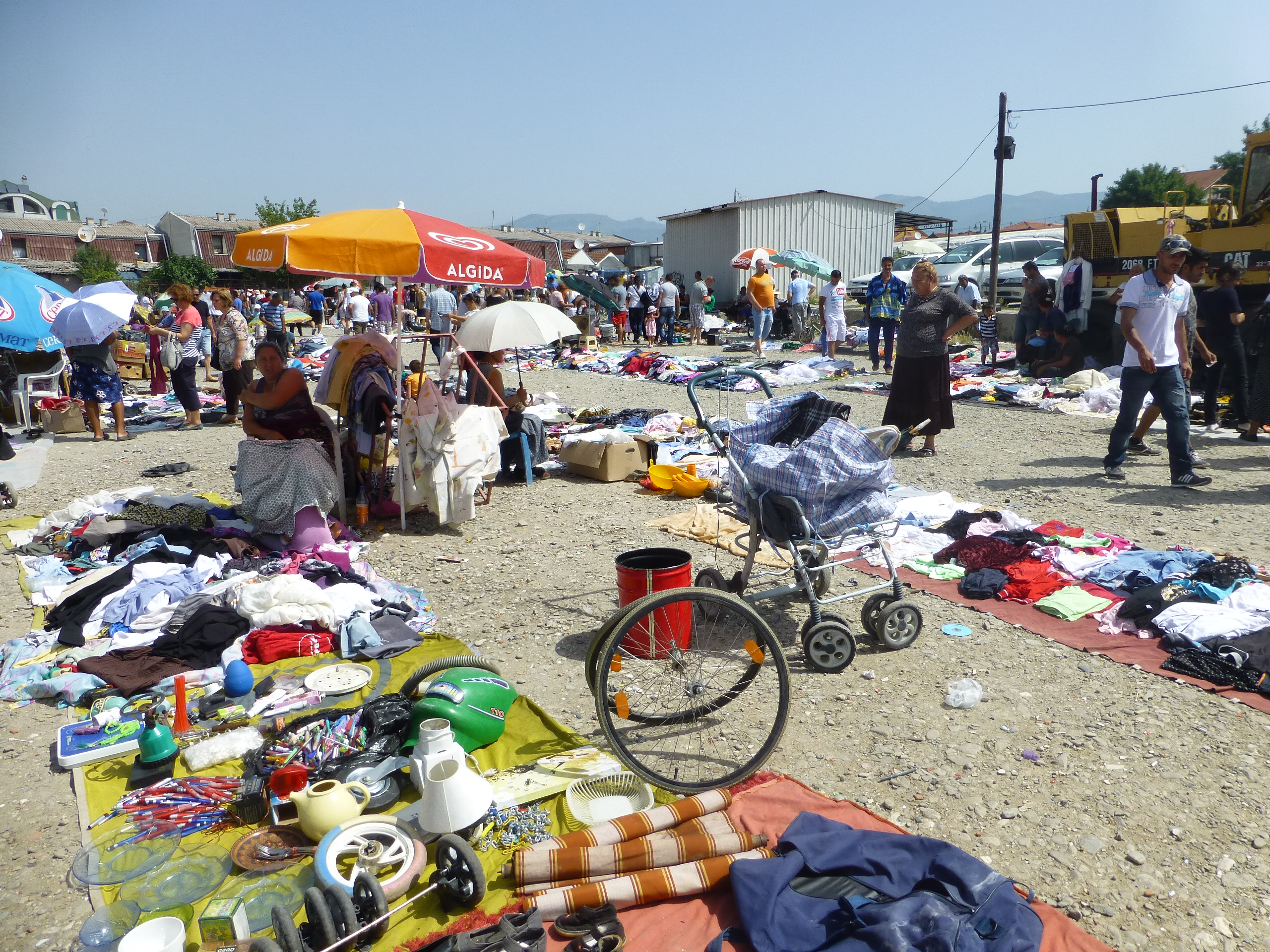
Talcioc din Šuto Orizari (Šutka)

Primele cadre au fost filmate, după unele amânări, la mijlocul lunii septembrie 1987 în apropierea satului Kočilari de lângă orașul Titov Veles, după care filmările au continuat în cartierul Topaana al orașului Skopje, unde era concentrată o mare comunitate romă. Spațiul îngust în care s-a filmat la Skopje a impus reconstruirea în întregime a unor clădiri pentru ca aparatele să poate încăpea acolo. Scenografii au construit o casă mică și dărăpănată, din scânduri, și o sobă veche de fier pe o pajiște plină de praf din Topaana. Filmările scenelor petrecute în acel loc s-au desfășurat într-o perioadă caniculară, când temperaturile au urcat până la un maxim de 36°C, și au necesitat numeroase duble din cauza sunetelor care se auzeau în depărtare (ce proveneau de la automobile, motoare sau fierăstraie electrice), a câinelui Medo care lătra și a copiilor romi care vorbeau când nu trebuia. În ciuda acestor probleme, regizorul nu și-a pierdut calmul și a dovedit cumpătare și simț al umorului. Secvențele în care apare curcanul (ce simbolizează timpul etern și circular pentru populația romă) au avut rolul de a arăta că romii își împart viața cu animalele și au necesitat numeroase duble.
Alte filmări au fost realizate în suburbia Šuto Orizari (Šutka), populată de 50.000 de romi, unde a fost amenajat un adevărat orășel pe o suprafață de aproximativ 300 de metri pătrați cuprinsă între cinematograful „26. juli” și clădirea KUD „Pralipe”. Au fost construite acolo 22 de clădiri: un magazin alimentar, o măcelărie, o brutărie, o frizerie, câteva cârciumi, o sală de cinema în aer liber, o stație de autobuz ș.a. Secvența sărbătorii Ederlezi a fost filmată pe malurile râurilor Treska și Vardar, în apropierea comunei suburbane Saraj a orașului Skopje. După încheierea filmărilor la Skopje, echipa de filmare s-a deplasat la Belgrad, iar apoi la Ljubljana, Roma și Milano. Scenariul prevedea o durată a filmului mai mică de două ore, dar, după cum a presupus, Kusturica a improvizat unele scene în timpul filmărilor; spre exemplu, toate scenele onirice nu fuseseră prevăzute în scenariu și au fost create direct pe platoul de filmare, din dorința cineastului de „a scoate la iveală o realitate superioară”. Kusturica intenționa să încheie filmările la 25 decembrie 1987, dar acestea au trebuit prelungite din varii motive până în mai 1988. Vizionând filmul după încheierea montajului, cineastul a mărturisit că Vremea țiganilor este mai mult creația actorilor săi decât creația sa, ca urmare a impregnării imaginilor cu energia romilor.
Decorurile filmului au fost proiectate de Miljen „Kreka” Kljaković și costumele au fost create de designera Mirjana Ostojić. Sunetul a fost înregistrat de inginerul Ivan Žakić, iar montajul peliculei a fost realizat de Andrija Zafranović pe parcursul a jumătate de an. Varianta brută a filmului avea o durată de 270 de minute, pentru ca în final durata filmului să fie redusă la 142 de minute. Materialul brut urma să fie folosit ulterior într-un serial de televiziune cu patru episoade. Producătorii au realizat ulterior, fără participarea creativă a lui Kusturica, un miniserial de televiziune cu cinci episoade, care a fost lansat în anul 1990.

### Coloana sonoră
Muzica filmului a fost compusă de Goran Bregović (n. 1950), ca un amestec unic de pop rock occidental și melodii tradiționale rome din regiunea Balcanilor precum „Ederlezi”, care a devenit ulterior un cântec cunoscut pe plan mondial și interpretat în diverse variante lingvistice. Ederlezi (din turcă Hıdırellez) este cuvântul rom pentru Ziua Sfântului Gheorghe și este folosit ca nume al unui festival de primăvară celebrat de creștinii ortodocși și musulmanii din Balcani în locul unui ritual păgân. Originea melodiei „Ederlezi” este contestată: istoricul de artă sârb Žarko Vidović (1921–2016) susținea în ultimii săi ani de viață că o variantă în limba sârbă a acestei piese a fost cântată pentru prima dată de prizonierii sârbi care au fost înghesuiți de reprezentanții Statului Independent Croația în 6 mai 1942 (Ziua Sfântului Gheorghe) într-un vagon de vite și transportați de la Sarajevo către lagărul de concentrare Jasenovac, cu toate că Bregović susținea că el este autorul cântecului. O explicație mai plauzibilă este cea că Goran Bregović a preluat o melodie tradițională a romilor și i-a adăugat versuri în limba sârbocroată, iar piesa muzicală a fost interpretată apoi de trupa rock „Bijelo Dugme” („Nasturele alb”) într-o versiune intitulată Đurđevdan je. Melodia „Ederlezi”, care se aude pe fundal atunci când Perhan și Azra fac dragoste, este interpretată de cântăreața macedoneană Vaska Jankovska și a devenit un imn neoficial al romilor, la fel ca „Gelem, Gelem” din filmul Am întâlnit țigani fericiți (1967).
Bregović – care se născuse pe 22 martie 1950 la Sarajevo, dintr-un tată croat și o mamă sârbă, își începuse cariera muzicală în anul 1966 ca basist în trupa școlară „Bestije” și, după o colaborare cu formațiile „Kodeksi”, „Mića, Goran i Zoran” și „Jutro”, fondase în anul 1974 trupa rock „Bijelo Dugme” – a compus ulterior muzica altor două filme ale lui Kusturica: Arizona Dream (1992) și Underground (1995), a colaborat la numeroase alte filme (precum Regina Margot, Trenul vieții și Borat) și a organizat periodic concerte prin toată Europa cu orchestra „Wedding and Funeral Orchestra” („Orchestra pentru nunți și înmormântări”), devenind un promotor principal al muzicii balcanice. Stilul muzical experimentat și promovat de Bregović reprezintă o combinație între muzica etno, muzica simfonică și muzica pop, cu origini în regiunea balcanică, și a fost descris ulterior ca „etno-sound”.
Succesul filmului a făcut ca muzica de pe coloana sa sonoră să devină cunoscută, iar albumul imprimat pe compact disc a avut un mare succes comercial, fiind vândute peste 150.000 de albume doar în anul 1990.

#### Componență
Compania Universal Records a lansat un disc de vinil cu 10 melodii extrase de pe coloana acestui film și l-a distribuit sub titlul Les Temps des Gitanes. Cele zece melodii (câte cinci pe fiecare parte a discului) sunt următoarele:
| Nr.             | Titlu                                   | Artist          | Lungime |  |
| 1.              | „Ederlezi (Scena Durdevdana Na Rijeci)” | Goran Bregović  | 4:58    |  |
| 2.              | „Scena Pojavljivanja majke”             | Goran Bregović  | 2:16    |  |
| 3.              | „Scena Perhanove pogibije”              | Goran Bregović  | 2:47    |  |
| 4.              | „Kustino oro”                           | Goran Bregović  | 3:15    |  |
| 5.              | „Borino Oro”                            | Goran Bregović  | 3:53    |  |
| 6.              | „Glavna Tema (BOF „Kuduz”)”             | Goran Bregović  | 4:26    |  |
| 7.              | „Tango (BOF „Kuduz”)”                   | Goran Bregović  | 3:57    |  |
| 8.              | „Pjesma”                                | Goran Bregović  | 2:42    |  |
| 9.              | „Talijanska”                            | Goran Bregović  | 3:34    |  |
| 10.             | „Ederlezi”                              | Vaska Jankovska | 3:46    |  |
| Lungime totală: | Lungime totală:                         | Lungime totală: | 34:34   |  |

## Stilul artistic al filmului
Arta cinematografică a lui Emir Kusturica este inspirată, potrivit criticilor, din realismul poetic francez, promovat de cineaști ca Jean Vigo, Jean Renoir și Marcel Carné, și se caracterizează prin descoperirea misterului și magiei în întâmplări aparent banale pe care le transformă în secvențe cu adevărat memorabile precum levitația unei mirese, ridicarea acoperișului deasupra casei sau deplasarea inexplicabilă a unor obiecte. Filmele cineastului iugoslav mitizează, cu puține excepții, spațiul balcanic, caracterizat prin coexistența uneori paradoxală a bucuriei și tristeții, precum și a poftei de viață și suferinței. Acest spațiu este populat cu personaje instinctuale cu porniri ancestrale, care ascultă muzică lăutărească, joacă și beau atât la bucurie, cât și la necaz, plângând și râzând aproape în același timp, trăind satisfacția împlinirii sau blestemându-și soarta. Personajele filmelor lui Kusturica fac parte din tagma balcanicilor, pe care George Călinescu îi considera oameni „plini de nervozitatea emoției, dar incapabili de a o ține, spulberând-o repede cu măscări și bufonerii, ascuțiți la inteligență, plebei, dar pitorești în expresie, amestecând folclorul sătesc cu tradiția mahalagească într-o producție plină de mirosuri grele și de aromate”. Ceea ce-i conduce pe eroii lui Kusturica este iubirea, pe care cineastul sârb o transformă adesea într-o forță care învinge gravitația și tinde către transcendență.
Vremea țiganilor, care a fost descris de unii critici ca „o alegorie a marginalizării”, este impregnat, la fel ca toate filmele lui Kusturica, de o atmosferă carnavalescă: personajele cântă, dansează, mănâncă, beau, fac dragoste și se bat, fără a respecta vreo măsură. Romii din acest film duc o viață mizeră și grea, dar sunt vorbăreți și gălăgioși la fel ca italienii tipici. Kusturica alternează cu o uimire nedisimulată imaginile mohorâte ce prezintă sărăcia și mizeria comunității romilor cu imagini pitorești ale celebrării momentelor principale ale vieții omului (precum nunta și înmormântarea). Intenția cineastului era să creeze un contrast între starea materială precară a romilor și comportamentul lor extravagant, oferind o imagine complexă a comunității în care romii sunt văzuți atât ca victime, cât și ca răufăcători. Spre deosebire de Aleksandar Petrović care manifestase o atitudine critică față de modul de viață al romilor în filmul Am întâlnit țigani fericiți (1967), Kusturica îi privește cu simpatie pe romi, scoțând în evidență pofta lor de viață și dorința lor de libertate.
Comunitatea romilor este în viziunea lui Kusturica un spațiu arhaic în care întâmplările magice sunt încorporate în viața de zi cu zi a localnicilor. Vraciul comunității este bunica Hatidža, deținătoarea unor puteri supranaturale cu care poate vindeca anumite boli; puterile sunt transmise pe cale ereditară, iar nepotul Perhan a moștenit abilități telechinetice și are în plus darul de a comunica cu animalele. Ideea comunității ca spațiu arhaic este evocată, de asemenea, prin unele povești păgâne precreștine, precum cea referitoare la crearea lumii (pe care o începe bunica și o încheie Perhan). Prin calitățile sale de tămăduitoare, mediatoare și creatoare de mituri, bunica Hatidža reprezintă conducătorul înțelept al comunității și, de asemenea, un exponent principal al culturii rome. Toate aceste elemente contribuie la farmecul filmului, după cum a subliniat criticul Goran Gocić: „chiar și aspectele categoric primitive ale stilului de viață balcanic și «înapoierea» lui aparentă în creațiile lui Kusturica sunt folosite ca avantaj și dobândesc un șarm carismatic, inexplicabil”.
Stilul narativ al cineastului este unul hibrid, influențat de realismul magic tipic scriitorilor sud-americani: secvențele reale sunt combinate cu secvențe fanteziste onirice, sugerând o relație fluidă între realitate și vis, și sunt introduse uneori elemente cu un puternic caracter simbolic. Fantezia lui Kusturica iese în evidență atât în prezentarea visurilor colorate ale personajelor (spre exemplu, Perhan visează că bunica sa se află în fața Domului din Milano), cât și în aparițiile fantomatice (năluca mamei care veghează asupra Danirei sau curcanul înfoiat pe care-l vede pe cer Perhan în ultimele clipe ale vieții sale) sau în imaginile zborului (plutirea spiritului mamei moarte și levitația Azrei, care combină nașterea și moartea). Serbarea păgână a venirii primăverii (Ederlezi), un omagiu cinematografic adus lui Tarkovski, este una dintre cele mai spectaculoase secvențe onirice prin combinarea imaginilor ritualice ale focului și apei cu muzica tânguitoare a lui Goran Bregović. Coborârea circulară a camerei de filmat din înălțime către pământ semnifică o trecere de la sacru la profan, de la imaginea ritualului scufundării în apă (de tradiție hindusă) la imaginea a doi tineri goi care se apropie unul de celălalt și se unesc într-o îmbrățișare. Kusturica surprinde în acea secvență imaginea ambivalentă a scurgerii vieții prin prezentarea alternativă a fericirii tinerilor Perhan și Azra și a tristeții bunicii Hatidža, martoră a procesului de maturizare al nepotului ei.

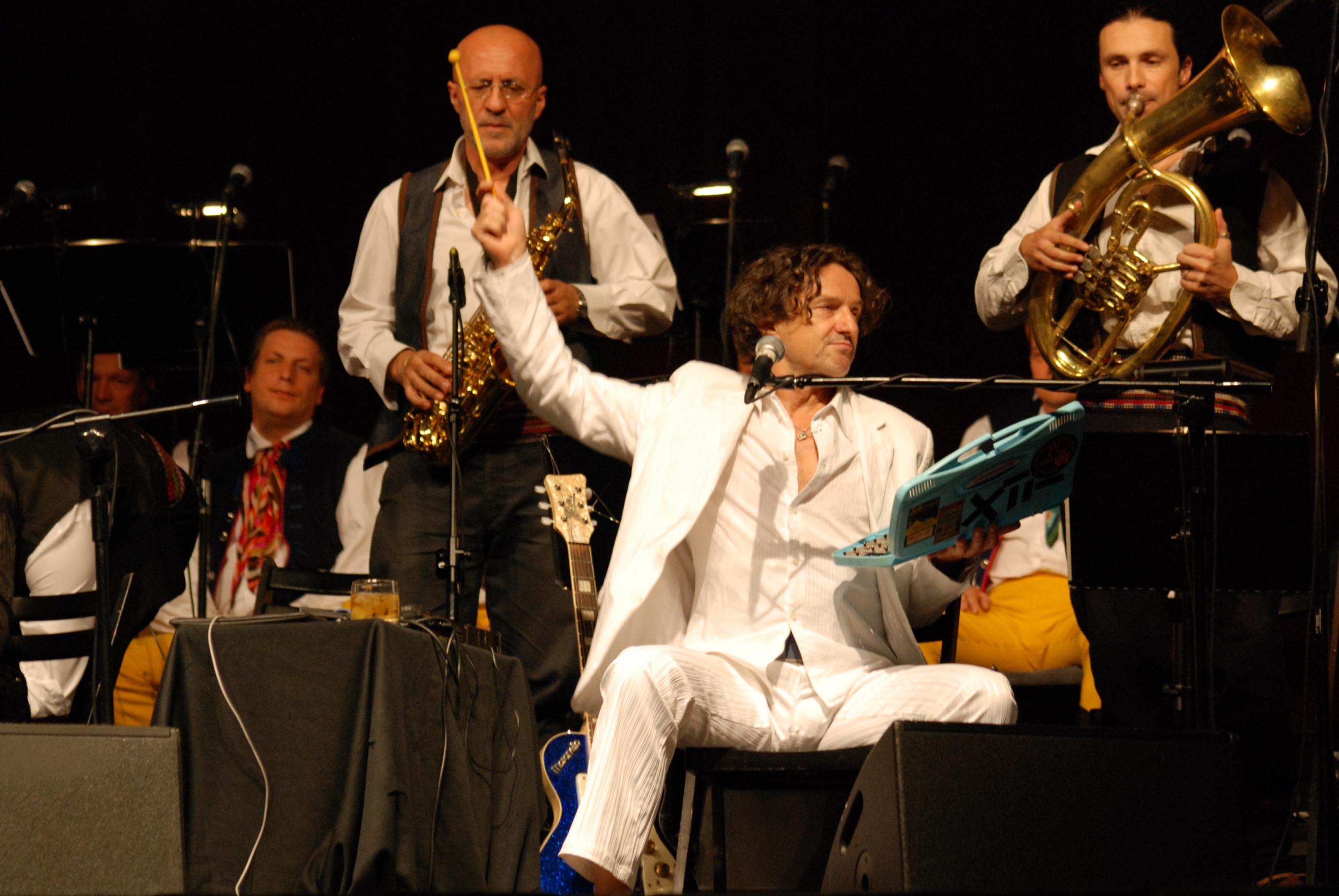
Muzica lui Goran Bregović este un element important al filmului

Cercetătorii operei cinematografice a lui Kusturica au identificat în acest film bogate influențe ale unor cineaști occidentali sau răsăriteni precum Charles Chaplin, John Ford, Francis Ford Coppola, Orson Welles, Bruce Lee, Luis Buñuel, Jacques Tati, Vittorio De Sica, Federico Fellini, Jiří Menzel, Andrzej Wajda, Andrei Tarkovski, Rajko Grlić, Živojin Pavlović, Aleksandar Petrović și Goran Paskaljević. Cercetătoarea Aga Skrodzka, profesoară asociată la Clemson University, a descoperit referiri la peste 40 de creații cinematografice. Oferind cea mai cuprinzătoare listă a influențelor cinematografice din filmul Vremea țiganilor, cercetătoarea Dina Iordanova de la Universitatea din Leicester a afirmat: „Un lucru este sigur – Kusturica doar remodelează opera maeștrilor recunoscuți ai cinematografiei. Astfel, el demonstrează un fond cinematografic excelent, de fapt mai bun decât cel al multor cercetători de film care rămân specializați pe o nișă și privesc rareori dincolo de domeniul lor îngust de cercetare”. Deși recunoaște că Emir Kusturica îi omagiază în filmul său pe unii maeștri ai cinematografiei, cercetătorul Andrew Horton, profesor de film la Universitatea din Oklahoma, susține că „el [Kusturica – n.n.] arată, de asemenea, în mod clar că dorește să fie autentificat și inclus în compania lor, în familia cinematografiei naționale și mondiale”. Potrivit lui Erzsébet Bori, criticul revistei ungurești Filmvilág, Kusturica reușește să-și găsească propria sa voce în acest film, în ciuda numeroaselor influențe cinematografice. O opinie similară cu privire la autenticitatea creației lui Kusturica a formulat-o, de asemenea, actrița Faye Dunaway, care a jucat în filmul Arizona Dream: „Kusturica este un mare artist autentic care are o viziune naivă și directă asupra lumii. El lucrează spontan, fără rigiditate, viu. Îmi amintește de Fellini.”.
Kusturica a realizat ulterior o altă incursiune în lumea romilor iugoslavi în filmul Pisică albă, pisică neagră (1998), care a fost considerat de unii critici (precum Eugenia Vodă) „un fel de Vremea țiganilor în cheie comică”. Acest nou film se caracterizează printr-o atmosferă carnavalescă asemănătoare cu cea din Vremea țiganilor și conține o cantitate mare de veselie, muzică și umor. Spre deosebire de filmul anterior, impregnat cu un tragism pătrunzător, Pisică albă, pisică neagră are mai degrabă un aspect de farsă, din moment ce niciunul din personajele sale nu moare de-adevăratelea, și este, din acest motiv, un film mai relaxant, dar cu o valoare artistică mai redusă. Cu toate acestea, noul film al lui Kusturica a fost apreciat de criticii de specialitate și a obținut Leul de argint pentru regie la ediția din 1998 a Festivalului Internațional de Film de la Veneția.

## Lansare
Vremea țiganilor a avut premiera oficială la 21 decembrie 1988 într-o sală de sport din Sarajevo (Iugoslavia), cu o capacitate mai mare de 5.000 de locuri. Proiecția filmului a fost precedată de un concert al unei fanfare de romi din Serbia. Publicul a întâmpinat filmul cu ovații în picioare. În zilele următoare a fost organizat un turneu prin cele mai mari orașe ale Iugoslaviei, în cadrul căruia vizionarea filmului a fost însoțită de un concert de muzică țigănească. Slobodan Milošević, care era atunci președintele Ligii Comuniștilor din Serbia, a intervenit personal pentru ca premiera filmului la Belgrad să aibă loc într-o sală cât mai încăpătoare. Turneul s-a bucurat de un succes imens în rândul spectatorilor. Odată cu încheierea acestui turneu, filmul a început să fie difuzat în cinematografele din întreaga țară, fiind vizionat în total de 1,8 milioane de spectatori, iar tinerii au fost atrași îndeosebi de scena excitantă în care actrița Sinolička Trpkova își dezgolește sânii. Succesul acestui film s-a repetat și cu prilejul filmelor următoare ale lui Kusturica, fiind vândute milioane de bilete atât pe piața internă, cât și în țări precum Franța, Germania și Italia, și plasând filmele în topurile celor mai de succes filme ale anului.
După ce a fost prezentat la Festivalul Internațional de Film de la Cannes (11–23 mai 1989), unde a concurat la premiul Palme d'Or și a avut parte de cinci minute de aplauze în picioare, Vremea țiganilor a fost lansat în Franța la 15 noiembrie 1989. Prima vizionare a filmului în Statele Unite ale Americii a avut loc pe 9 februarie 1990 la cinematograful Regency Cinema de pe Broadway și 67th Street. Versiunea difuzată în SUA a fost intitulată Time of the Gypsies și a avut subtitrare în limba engleză, fiind distribuită de compania Columbia Pictures. Au urmat apoi lansări în Portugalia și Turcia la 18 mai 1990, în Țările de Jos la 22 iunie 1990, în Spania la 25 iulie 1990, în Suedia la 31 august 1990, în Italia în septembrie 1990, în Finlanda la 21 septembrie 1990, în Polonia la 11 octombrie 1990 și în Marea Britanie la 30 noiembrie 1990. Alte lansări internaționale au mai avut loc în anul 1991: Argentina (4 aprilie), Japonia (27 aprilie), România (8 iulie), Uruguay (8 august), Germania (15 august) și Australia (12 septembrie). Filmul a fost prezentat, de asemenea, cu prilejul Zilelor cinematografice de la Val-de-Marne din decembrie 1991, care au fost dedicate combaterii rasismului.
Premiera filmului în România a avut loc în ziua de 8 iulie 1991; Vremea țiganilor, care a fost prezentat în presa vremii drept un exemplu cinematografic de „violență și poezie”, „un film dur, străbătut de un fior liric” sau ca un desen „în apă tare al unor cutremure sufletești”, a rulat în perioada următoare în unele cinematografe bucureștene precum București (iulie 1991), Studio (iulie 1991), Melodia (iulie 1991), Aurora (august 1991), Union (august 1991), Floreasca (august 1991), Ferentari (august 1991), Doina (august–septembrie 1991), Miorița (septembrie 1991), Ferentari (octombrie 1992), Viitorul (octombrie–noiembrie 1992) ș.a., dar și în unele cinematografe din alte orașe (de exemplu, la Iași, Târgu Mureș, Timișoara, Reșița, Craiova, Sibiu, Sighișoara, Reghin, Târgu Secuiesc, Lugoj, Caransebeș, Covasna și Arad), inclusiv până în aprilie 1997. Filmul lui Kusturica a fost difuzat în premieră în România de postul de televiziune Antena 1 în ziua de sâmbătă 6 august 1994.
Unii cronicari români ai acelor vremuri au constatat că filmul de artă al lui Kusturica a trecut aproape neobservat pe o piață cinematografică postrevoluționară, lipsită de producții de calitate ca urmare a dificultăților financiare din perioada tranziției la economia de piață și sufocată, din acest motiv, cu producții vechi sau de prost gust (filme cu arte marțiale și comedii sexy), produse în SUA, Hong Kong și India, și a rulat în fața unui număr mic de spectatori. Lipsa de interes pentru filmul de artă a fost constatată, de asemenea, cu ocazia proiecțiilor unor capodopere ca Omul de marmură și Omul de fier ale lui Andrzej Wajda, Căința al lui Tenghiz Abuladze, Satul meu drag al lui Jiří Menzel, Taxi Blues al lui Pavel Lunghin sau Mica Vera al lui Vasile Piciul, fiind atribuită de criticul Călin Stănculescu „distribuției inadecvate” și „popularizării insuficiente”. Nu numai spectatorii s-au arătat neinteresați în acea vreme, ci chiar unii jurnaliști precum Monica Gheț de la revista literară clujeană Steaua, care a scris o cronică aspră în care a mărturisit că, deși recunoaște meritele artistice ale filmului, a simțit pe parcursul vizionării o stare de oboseală și de exasperare și a făcut eforturi, din „iubire de cinema”, pentru a viziona Vremea țiganilor până la sfârșit. Cauza acestei reacții o reprezenta „oboseala cineaștilor în a găsi soluții viabile” și îndeosebi tematica socială a filmului, inspirată din viața romilor nomazi. În opinia jurnalistei sus-menționate, această tematică „poate incita curiozitatea spectatorului din Apus” ce nu cunoscuse încă „farmecul” romilor, dar care constatase ulterior, odată cu valurile uriașe de imigranți „mai mult sau mai puțin pigmentați” de după prăbușirea Cortinei de fier, că nomazii vin „din realități diferite”, nu împărtășesc aceleași valori culturale și nu seamănă deloc cu cei din poeziile lui Pușkin. Monica Gheț contesta decizia premierii acestui film și susținea că premiile au fost acordate de mai multe ori în baza unor criterii „extraestetice”.

## Acuzații de rasism

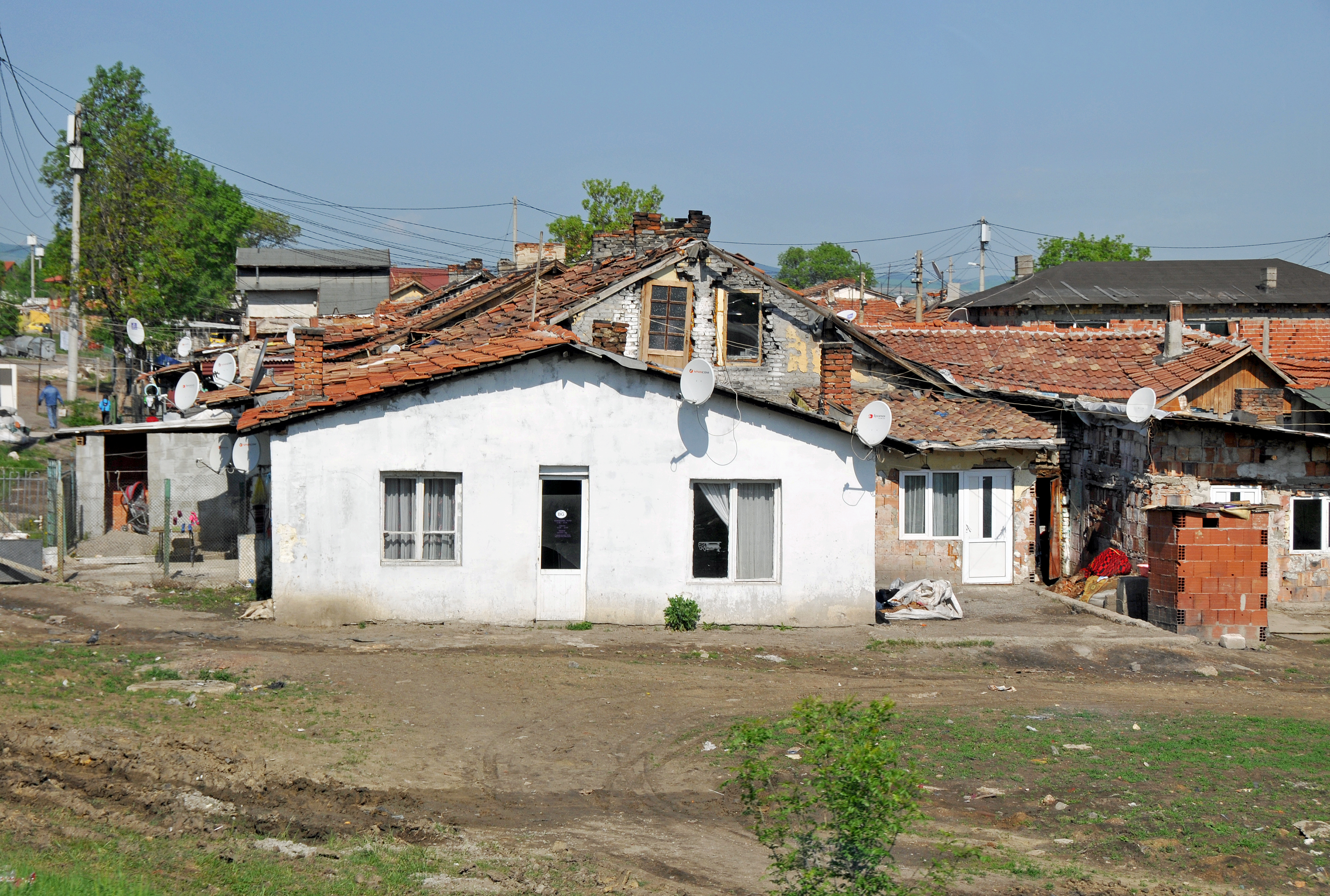
Cartier locuit de romi în Bulgaria

Vremea țiganilor a avut parte, la momentul lansării, atât de reacții pozitive, cât și de reacții negative din partea romilor cu privire la modul în care sunt prezentate cultura și condițiile lor de viață. Romii din Franța și din alte țări au criticat filmul pentru perpetuarea stereotipurilor sociale negative cu privire la etnia lor (îndeosebi legenda cu privire la furtul și vânzarea copiilor, popularizată în literatura secolelor al XIX-lea și al XX-lea, dar și legenda înzestrării romilor cu puteri supranaturale), în timp ce alți romi au considerat că filmul descrie în mod veridic condițiile lor grele de viață. Motivele acestor critici s-au datorat, potrivit lui Kusturica, refuzului acelor romi care au reușit să urce pe scara socială și au devenit înstăriți de a fi identificați cu restul romilor. Filmul lui Kusturica a contribuit, fără îndoială, la creșterea vizibilității acestui grup etnic și a popularizat problemele sociale ale comunității romilor din Iugoslavia. Succesul comercial al filmului se datorează, în opinia unor critici, atât mediului exotic și pitoresc prezentat, cât și muzicii lui Goran Bregović.
Kusturica a fost acuzat de o parte a jurnaliștilor că a preferat să prezinte într-un mod grotesc sărăcia și mizeria așezărilor locuite de romi, precum și implicarea romilor în grupările infracționale, și că a exploatat cu cinism tragedia populației rome, ignorând în mod deliberat cauzele sociale ale sărăciei ei. Unul dintre principalii critici ai imaginii romilor din acest film a fost lingvistul american de origine romă Ian Hancock, care i-a reproșat cineastului că nu a explicat „de ce personaje ca Ahmed și Perhan sunt atrase în viața infracțională și de ce satul rom este atât de murdar. [...] Este un mare păcat că exploatând tragedia din zilele noastre a vieții romilor [...] el nu a folosit ocazia ca să-și educe publicul cu privire la istoria adevărată a romilor”.
Filmul nu combate imaginea stereotipică a populației rome ca o colectivitate de mincinoși și hoți și, în plus, se încheie cu o scenă în care fiul în vârstă de patru ani al lui Perhan fură monedele de aur puse pe ochii tatălui său și apoi fuge. Această scenă exprimă, potrivit profesorului Andrew Horton, „cheia de supraviețuire a țiganilor”: furtul și fuga. Cântărețul rom macedonean Muharem Serbezovski a perceput însă scena furtului și fugii copilului ca o nouă umilire vizuală a poporului rom.

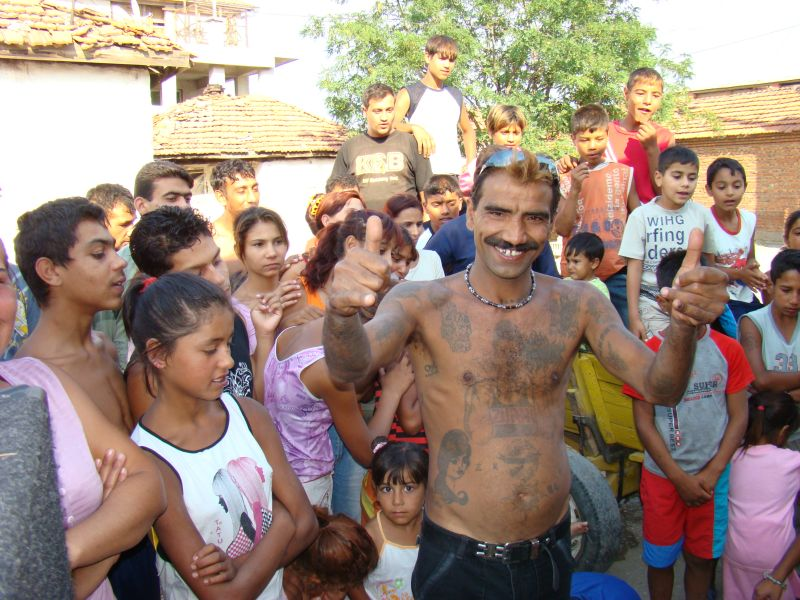
Romi sedentarizați din Sliven

Potrivit unui studiu publicat de Universitatea din Heidelberg, Kusturica „confirmă fiecare, dar cu adevărat fiecare, stereotip care circulă despre acest grup etnic hărțuit”, dar „reușește să elibereze atâta energie estetică și furie poetică” în prezentarea acestui grup etnic ca o comunitate arhaică încât calificarea filmului ca „antițigănesc” eșuează. Țiganii (termen folosit constant de cineast și cu care se identifică personajele rome) sunt prezentați ca o comunitate care și-a pierdut libertatea, fiind forțați să se sedentarizeze și să se alfabetizeze pentru a fi mai ușor asimilați. În plus, metafora „casei agățate” prezentă în titlul original al filmului și într-o secvență de pe la început este un simbol al dezrădăcinării eterne a romilor. Cercetătorul literar german Hans Richard Brittnacher a afirmat că regizorul Kusturica promovează o viziune grotescă a vieții romilor și „își celebrează personajele nu ca reprezentanți ai unei etnii marginalizate, ci ca virtuoși ai artei de a trăi”, preferând să arate mai mult vitalitatea romilor și mai puțin condițiile lor de viață precare.
Cercetătoarea Elena Gabor de la Purdue University a identificat existența în acest film a mai multor stereotipuri negative vechi referitoare la romi: duplicitatea și manipularea vicleană a celorlalți, cărora le cad victime romii tineri și nevinovați Perhan și Danira și nu neromi ca în alte cazuri, sau practicarea unor infracțiuni precum răpirea și exploatarea copiilor, înșelăciunea, furtul și cerșitul și afirmă că filmul lui Kusturica susține ideologia dominantă de condamnare a activităților ilegale practicate de romi, dar, prin povestea pe care o relatează, critică totuși majoritatea stereotipurilor etnice și transmite astfel un mesaj ambiguu. Prin intermediul acestei incursiuni autentice în viața romilor, spectatorii se familiarizează cu starea socială și cu cultura acestei etnii și au oportunitatea schimbării stereotipurilor prin creșterea receptivității față de nevoile reale ele etniei.
O opinie mai dură a formulat-o Laura Moldovan, redactorul-șef al forumului de internet Romblog.at. Într-o postare pe acel forum, ea a descris Vremea țiganilor ca fiind un film clișeistic și rasist, care propagă ideea că romii sunt un popor străin, cu o cultură exotică diferită de cea europeană, exagerează unele aspecte negative ale vieții romilor (precum mizeria, beția, infracționalitatea) și perpetuează astfel stereotipurile la adresa etniei.

## Recepție

### Aprecieri critice

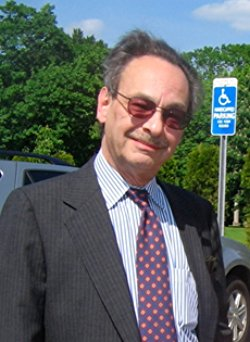
Criticul de film american James Monaco, unul dintre cei mai entuziaști comentatori

Vremea țiganilor a avut parte în general de recenzii critice pozitive, care au scos în evidență caracterul realist fantastic al filmului și vitalitatea personajelor și au consolidat faima de „regizor original și de o mare forță epică” a lui Kusturica. Astfel, criticul american James Monaco, care l-a notat cu 4 stele din 5, considera că filmul lui Kusturica este „o epopee extraordinară care folosește un stil fantastic eliptic, influențat de realismul magic latino-american”, cu ecouri din filmele lui John Ford și Luis Buñuel (prin vitalitatea personajelor) și chiar din Nașul lui Francis Ford Coppola (prin tratarea unei subculturi etnice infracționale și prin destinul tragic al personajelor implicate). Vremea țiganilor constituie, în opinia criticului sus-menționat, „o realizare remarcabilă” și, în același timp, „o creație majoră care prevestește un viitor bun al regizorului”.
Recenziile publicate de alți critici americani au fost, de asemenea, elogioase: Kevin Thomas îl descria într-un articol apărut în ziarul Los Angeles Times drept un „amestec de fantezie, umor, tragedie și chiar calități documentare”, Richard Corliss îl considera „un divertiment întins și captivant” în cronica sa din revista TIME, în timp ce Michael Wilmington, care l-a notat tot cu 4 stele, consemna entuziast într-o cronică publicată de ziarul Chicago Tribune că este „realizat într-un stil narativ/pictural hipnotic” și poate fi considerat „o capodoperă modernă”, și Dennis Schwartz îl definea drept „o tragicomedie originală, emoționantă și neobișnuită” despre eforturile unui tânăr sensibil „de a depăși obstacolele pentru a-și găsi adevărata busolă morală”. Sesizând valoarea cinematografică a filmului, profesorul Andrew Horton consemna că „povestea țigănească a lui Kusturica se dovedește a fi nu doar o privire captivantă asupra unei «parade a excentricității etnice» (Hinson), ci și un imn adus cinematografiei mondiale într-un moment în care televiziunea a devenit forma mai dominantă de prezentare a imaginilor în mișcare”.
Presa românească a publicat, de asemenea, recenzii ale acestui film, care au pus accentul mai ales pe consecințele căderii morale a personajului principal: profesorul Mircea Dumitrescu caracteriza filmul lui Kusturica ca fiind „o parabolă a crizei, a mizeriei morale și spirituale a omului contemporan, a lumii contemporane”, criticul Ioan Lazăr îl prezenta citorilor ziarului Tineretul liber ca „o radiografie a sufletului gitan, imagine a unor aspirații spre puritate, înăbușite intr-un univers al crimei și cupidității”, iar jurnalista română Doina Berceanu îl descria drept „un film emoționant prin poezie” și, în același timp, „cutremurător prin morala lui”. În opinia criticului de artă Adrian Guță, Vremea țiganilor este „un film puternic, neoromantic în cheie expresionistă, plus nou realism, plus fantastic”.

### Călătoria inițiatică a eroului
Părăsirea casei părintești de către Perhan pentru a-și însoți sora bolnavă la un spital a fost descrisă de unii critici ca o călătorie inițiatică, pe parcursul căreia eroul este silit să se confrunte cu lumea interlopă. Cineastul profită de acest prilej pentru a prezenta un mediu mizer și periculos, aflat în afara legii, care pervertește chiar și sufletele cele mai blânde. Momentul pierderii inocenței lui Perhan a fost identificat de critici ca momentul scăpării cutiei cu mere caramelizate, pe care bunica sa i-o dăduse la plecare. Perhan este integrat forțat în cadrul bandei de hoți și cerșetori și se confruntă aici cu mârșăvia și cu violența, devenind un sclav asemănător cu muncitorii clandestini din Occident din romanul Oameni cu patru degete (1975) al lui Miodrag Bulatović. Supus blestemului rătăcirii și suferinței, Perhan se înrăiește treptat și permite cruzimii să crească în el.
Comunitatea interlopă, condusă de un „naș țigan” (așa cum l-a descris criticul Richard Corliss pe Ahmed), este guvernată de reguli aspre, iar părăsirea ei de bună voie nu este permisă. Ca urmare, încercarea eroului de a se rupe de acest mediu este considerată o sfidare a regulilor și îi atrage în cele din urmă moartea. Gestul furtului monedelor de pe ochii săi, ce reprezintă obolul mitologic rezervat luntrașului Charon pentru trecerea Styxului în viața de apoi, nu ar trebui privit, potrivit criticului Antoine Royer, ca o alimentare a stereotipului romului hoț, ci, dimpotrivă, ca o condamnare a tatălui de către micul Perhan și o asumare a moștenirii sale tragice, blestemul suferinței.
Experiențele inițiatice ale personajului, care ar putea avea un aspect melodramatic în alte circumstanțe, sunt prezentate de regizor „cu compasiune și candoare”, fără a folosi detalii naturaliste. Ceea ce i-a impresionat în mod deosebit pe critici a fost „prospețimea tonului”, amestecul de gravitate și umor (existente, de asemenea, în filmul Tata în călătorie de afaceri), care împiedicau evoluția acțiunii către melodramă.

#### Realismul magic al filmului
Criticii de film au scos în evidență caracterul exotic, pitoresc și senzaționalist al Vremii țiganilor și au elogiat unele dintre calitățile sale tehnico-artistice: unghiulațiile strâmte, schimbarea rapidă a încadraturilor și interpretările aparent agresive ale actorilor neprofesioniști, care contribuie la surprinderea unui univers etnic puțin cunoscut. Filmul lui Kusturica prezintă o frescă atât de vastă a vieții romilor, încât criticul Roger Ebert a afirmat într-un articol publicat în ziarul Chicago Sun Times că „nu există cu siguranță niciun alt film care să știe sau să arate mai multe despre acest popor legendar”.
Cineastul iugoslav a acordat o atenție deosebită mediului social în care se petrece acțiunea, prezentând maidane noroioase, case pitorești, personaje minore și animale de curte pe ritmurile melodiilor tradiționale cântate la acordeon, și a încercat să dezvăluie credințele, tradițiile, superstițiile și filozofia de viață ale acestui popor. Această lume, care alternează permanent între realism și onirism, are „un farmec aparte”, fiind „plină de duioșie și delicatețe, de suflet și tragism”, dar este marcată, în același timp, de patimi puternice și imoralitate, putând fi considerată o lume anapoda, după cum o dovedește în mod simbolic imaginea crucii răsturnate. Sărăcia și mizeria vieții romilor este compensată de superstițiile și misticismul tradițional al acestui popor, care îi conferă forța de a merge mai departe. „Transcendentul și vulgarul, prozaicul și poeticul sunt în perfect echilibru”, constata în acest sens criticul Hal Hinson într-o cronică publicată în ziarul The Washington Post. Se poate identifica, de asemenea, un caracter tragic al existenței romilor prin gestul micului Perhan de a fura monedele așezate pe ochii tatălui său, ceea ce semnifică repetarea previzibilă a aceluiași destin.
Spațiul în care trăiesc romii pare atemporal și anacronic, ca urmare a faptului că știința și rațiunea continuă să fie dominate de credința în puterile supranaturale. Poate și din acest motiv experiența adolescentului Perhan nu este una universală și diferă de cea a altor tineri protagoniști din filmele americane și europene. Cineastul iugoslav reușește să realizeze scene surprinzătoare „în culori foarte aspre, dar tandre”, prin combinarea grotescului cu sublimul și a realismului cu suprarealismul, și folosește adesea metafore vizuale și simboluri inedite, ceea ce conferă filmului un aspect preponderent poetic. În cele din urmă, eforturile cineastului au fost încununate de succes, iar rezultatul activității sale de creație a fost descris de un jurnalist ca „un film splendid, clocotind de viață ca un măr de vitamine, bogat, dintr-o materie «groasă» și trainică, poetic și realist totodată”.
Potrivit criticului Călin Stănculescu, „filmul lui Kusturica convinge spectatorul că cinematograful se poate apropia cu ușurință de orice fel de univers, de orice realitate oricît de mizeră sau marginală ar fi ea, dacă autorul își păstrează înțelegerea și atașamentul față de oameni, față de viață cu toate adevărurile ei crude, iar cineastul iugoslav dovedește din plin acest lucru prin arta de a descoperi și surprinde un univers aparte, privit din păcate de prea multe ori pînă acum doar prin lentilele deformatoare ale senzaționalului sau facilului”.

#### Influențe și originalitate
Criticii de film au evidențiat existența mai multor surse de inspirație artistică în Vremea țiganilor. Astfel, povestea care stă la baza filmului nu este originală, sublinia Ebert, fiind inspirată într-o oarecare măsură din scrierile melodramatice ale unor scriitori englezi din epoca victoriană precum Charles Dickens și Wilkie Collins care au descris tradițiile existente în cadrul lumii interlope. Vremea țiganilor a fost influențat în mare măsură de mișcarea cinematografică „Valul negru” (Crni talas) de la sfârșitul anilor 1960 și începutul anilor 1970 prin abordarea cinematografică netradițională, umorul negru și examinarea critică a societății socialiste iugoslave.
Una din cele mai importante surse de inspirație ale lui Kusturica a fost, potrivit profesorului Andrew Horton, filmul Nașul (1972) al lui Francis Ford Coppola, din care au fost preluate dezvoltarea epică a acțiunii, atașamentul puternic al personajelor la comunitatea proprie (privită adesea ca o familie) și modul de organizare al afacerilor unei bande infracționale. Ahmed îndeplinește aici rolul „nașului”, în timp ce Perhan este membrul tânăr al bandei, asemănător lui Michael Corleone, care este constrâns să între în „afacere”. Ideea supraviețuirii familiei în ciuda tuturor necazurilor și secvențele onirice cu aspecte absurde provin din filmele lui John Ford și respectiv Luis Buñuel. Alte referiri culturale provin de la Chaplin (în secvențele în care unchiul își distrează familia îmbrăcat în Charlot sau fuge prin ploaie de la înmormântarea lui Perhan) sau de la Tarkovski (puterea telechinetică a lui Perhan seamănă cu cea a fiicei călăuzei, festivalul Ederlezi seamănă cu procesiunea păgână din Andrei Rubliov, casa în flăcări evocă finalul filmului Sacrificiul, iar levitația Azrei din timpul nașterii provine din Oglinda). În plus, atmosfera exuberantă, festivistă, a filmului și prezența unor scene suprarealiste sunt inspirate din filmele lui Fellini, la fel ca și scena de început a filmului în care un nebun se adresează direct publicului, care provine din Amarcord (1973), în timp ce „figura intelectualizată” a personajului Perhan îl aseamănă cu lunaticii din filmele lui Fellini și Menzel. Ca urmare a influenței majore a cineastului italian asupra lui Kusturica, criticii de film l-au numit adesea pe regizorul iugoslav un „Fellini al Balcanilor”.
În ciuda tuturor acestor influențe, Kusturica a izbutit să-și rafineze tehnicile artistice în Vremea țiganilor și să-și formeze astfel un limbaj cinematografic propriu, impregnat cu poezie și umor și bazat, printre altele, pe experimentarea realismului magic, pe reconstituirea unor scene celebre de film și pe folosirea într-o măsură tot mai mare a muzicii și actorilor amatori. Stilul său a fost considerat de critici ca o „sinteză a diferitelor curente estetice europene”.
Unii critici au susținut, cu toate acestea, că Emir Kusturica a exagerat în anumite privințe: astfel, accentul pus de cineast pe prezentarea culorii locale a mediului rom este excesiv, susținea jurnalista Janet Maslin de la The New York Times, ceea ce are ca efect încetinirea acțiunii și pierderea din vedere de către spectatori a unor locuri sau personaje la o primă vizionare. Acele episoade care se desfășoară în mediul social al romilor și în care apar interpreți neprofesioniști romi sunt „dezordonate, suprarealiste și prea lungi”, comenta Dennis Schwartz, care adăuga că filmul își pierde suflul din cauza multiplelor sale fire narative. În plus, simbolurile numeroase folosite în film (curcanul fantomatic, voalul de mireasă purtat de vânt, puterile telechinetice ale protagonistului) par uneori forțate. Narațiunea este nefocalizată și împrăștiată, susținea Hal Hinson, făcându-i pe spectatori să-și piardă parțial interesul. Cu toate acestea, duritatea acțiunii face ca filmul să fie „uneori memorabil”, completa Owen Gleiberman, care asemăna răzbunarea lui Perhan cu cea a lui Michael Corleone din Nașul lui Francis Ford Coppola. În ceea ce privește interpretările, Janet Maslin a lăudat naturalețea actorilor neprofesioniști precum Davor Dujmović și Ljubica Adžović, dar a considerat că regizorul trebuia să le ofere un „cadru dramatic mai strâns” în care să se manifeste decât să-i lase să joace liber. Una dintre puținele interpretări care susține spectacolul este, în opinia autoarei sus-menționate, cea a lui Bora Todorović, interpretul unui stăpân autoritar, dar oarecum simpatetic prin atașamentul său față de ideea de familie. Owen Gleiberman a apreciat, de asemenea, interpretarea lui Davor Dujmović, considerând că interpretul lui Perhan are „ceva din insolența gravă a tânărului Bob Dylan”, în timp ce profesorul Andrew Horton de la Universitatea din Oklahoma susține că Ljubica Adžović creează atât de bine personajul secundar al bunicii Hatidža încât ajunge aproape să îl eclipseze pe personajul principal și face ca secvențele italiene în care nu apare „să pară plate în comparație cu energia și vibrația pe care le creează în scenele ei”.
Enciclopedia cinematografică germană Lexikon des internationalen Films notează acest film cu 4 stele din 5 și îl descrie astfel: „Un adolescent rom părăsește mizerabilul său oraș natal din Serbia împreună cu un șef bogat al țiganilor și devine membru al bandei acestuia, care se ocupă cu furtul, prostituția și vânzarea bunurilor furate la Milano. Deși ajunge «mâna dreaptă» [a șefului – n.n.], el este totuși exploatat și trădat și își pierde visele, idealurile și viața. O odisee cinematografică care combină realitatea, basmele și legendele țiganilor cu imagini îmbătătoare, vizionare. Filmul sincer și compătimitor depășește portretizarea unui destin individual și descrie cu poezie și ironie reținută o călătorie de inițiere universală între tradiție și modernitate, între pierderea valorilor și amintirea nostalgică”. Vremea țiganilor are în prezent un rating de aprobare de 100% pe site-ul agregatorului de recenzii Rotten Tomatoes, pe baza a 7 recenzii, cu o medie ponderată de 7,20/10. Nu există încă un consens critic cu privire la film.

### Premii
Vremea țiganilor a fost bine primit în străinătate: a intrat în competiția pentru premiul Palme d'Or la Festivalul Internațional de Film de la Cannes din 1989, a fost nominalizat la Premiul César pentru cel mai bun film străin și a câștigat Premiul Asociației Criticilor de Film din Turcia pentru cel mai bun film străin în 1990 și Premiul Guldbagge pentru cel mai bun film străin în 1991. Filmul lui Kusturica s-a clasat pe locul 10 în topul celor mai bune 10 filme ale anului 1989, top alcătuit de revista franceză de specialitate Cahiers du Cinéma.
În plus, cineastul Emir Kusturica a obținut premiul pentru cel mai bun regizor la Festivalul Internațional de Film de la Cannes din 1989, iar interpretul rolului principal, Davor Dujmović, a fost nominalizat de Academia Europeană de Film la premiul Felix pentru cel mai bun actor european în 1989.
Vremea țiganilor a fost propunerea Iugoslaviei la Premiul Oscar pentru cel mai bun film străin al anului 1989, dar nu a fost nominalizat. Premiul Oscar pentru cel mai bun film străin a fost câștigat în acel an de filmul italian Cinema Paradiso al lui Giuseppe Tornatore.
| Premiu                                               | Data ceremoniei   | Categorie                                         | Laureat/laureați | Rezultat     | Note                        |
| ---------------------------------------------------- | ----------------- | ------------------------------------------------- | ---------------- | ------------ | --------------------------- |
| Festivalul Internațional de Film de la Cannes        | 11–23 mai 1989    | Palme d'Or                                        | Emir Kusturica   | Nominalizare | [ 22 ] [ 26 ] [ 31 ] [ 33 ] |
| Festivalul Internațional de Film de la Cannes        | 11–23 mai 1989    | Premiul pentru cel mai bun regizor                | Emir Kusturica   | Câștigat     | [ 22 ] [ 26 ] [ 31 ] [ 33 ] |
| Premiile Academiei Europene de Film                  | 1989              | Premiul Felix pentru cel mai bun actor european   | Davor Dujmović   | Nominalizare | [ 34 ] [ 253 ]              |
| Premiile César                                       | 1990              | cel mai bun film străin                           | Emir Kusturica   | Nominalizare | [ 31 ] [ 254 ]              |
| Premiile Asociației Criticilor de Film din Turcia    | 1990              | cel mai bun film străin                           | Emir Kusturica   | Câștigat     | [ 31 ] [ 255 ]              |
| Premiile Guldbagge                                   | 11 februarie 1991 | cel mai bun film străin                           | Emir Kusturica   | Câștigat     | [ 31 ] [ 250 ] [ 256 ]      |
| Premiile Asociației Criticilor de Film din Argentina | 1992              | Condorul de argint pentru cel mai bun film străin | Emir Kusturica   | Nominalizare | [ 31 ] [ 257 ]              |

## Adaptarea ca spectacol de operă
În anul 2007 a fost realizată o adaptare a filmului într-un spectacol de „operă punk”, care a fost reprezentat pe scena Opéra Bastille din Paris chiar de Kusturica, la invitația lui Gérard Mortier, directorul Operei Naționale din Paris. Kusturica a fost încântat de propunerea realizării unei adaptări a filmului, pentru că i-a permis să-și pună în valoare în mod liber o serie de idei. Libretul operei a fost scris de Nenad Janković și simplifică acțiunea filmului: adolescentul rom Perhan o iubește pe Azra și îl urmează pe Ahmed la Milano, ademenit de promisiunea unei îmbogățiri rapide, apoi se întoarce acasă și o găsește pe Azra însărcinată, își abandonează propriul copil pe care-l găsește cerșind la Milano și în final are o răfuială cu Ahmed. Opera nu are dialog, ci doar cântece în limba romani, iar muzica este compusă în mod special pentru acest spectacol de violonistul Dejan Sparavalo, compozitorul Nenad Janković și percuționistul Stribor Kusturica (fiul cineastului), membri ai formației sârbe „The No Smoking Orchestra”, fiind formată dintr-un amestec de cântece țigănești, muzică rock și solo-uri de chitară electrică. Singura melodie preluată de pe coloana sonoră a filmului este „Ederlezi” („Ziua Sf. Gheorghe”), o piesă tradițională a muzicii rome.
Spectacolul de operă pus în scenă de Kusturica are un singur act și o durată de 100 de minute și combină muzica țigănească tradițională și hard rock-ul, fiind, potrivit criticilor francezi, mai apropiat de comedia muzicală tipică Broadway-ului decât de opera lirică. „Este uneori o parodie a operei, iar alteori este o autoparodie”, își descria propriul spectacol Kusturica. Premiera spectacolului a avut loc pe 26 iunie 2007 în prezența unui public mai tânăr decât publicul obișnuit al spectacolelor de operă și a fost primită cu urale de spectatorii prezenți. Rolurile principale au fost interpretate de Stevan Anđelković (Perhan), Milica Todorović (Azra) și Nenad Janković (Ahmed). Scenografia a fost proiectată de Peter Pabst și Ivana Protić, costumele au fost realizate de Nesa Lipanović, iar iluminatul a fost coordonat de specialistul francez Michel Amathieu. Spectacolul a avut un aspect de circ, ca urmare a aglomerării scenei cu pitici, jongleri, acrobați și muzicieni, cârduri de gâște, trei curcani, colibe, căruțe cu coviltir și chiar și un tractor, în timp ce pe fundal au fost proiectate ocazional secvențe din filmele Vremea țiganilor, Taxi Driver și chiar din documentarul Maradona. Opera Națională din Paris a programat 15 spectacole, până în data de 15 iulie 2007, iar biletele au fost vândute la jumătate din prețul lor obișnuit.
O reprezentație nouă a avut loc în martie 2008 la Palatul Congreselor din Paris, cu o muzică interpretată de orchestra clasică The Garbage Serbian Philarmonica și trupa techno-rock The No Smoking Orchestra, iar Kusturica l-a descris atunci ca fiind „o combinație de film mut, o operă realizată de Visconti, completate cu un experiment muzical Sex Pistols”. A urmat un spectacol pus în scenă în 5 noiembrie 2010 la Sava Centar din Belgrad și apoi alte spectacole în Grecia și Rusia.